# Geologie des indischen Subkontinents

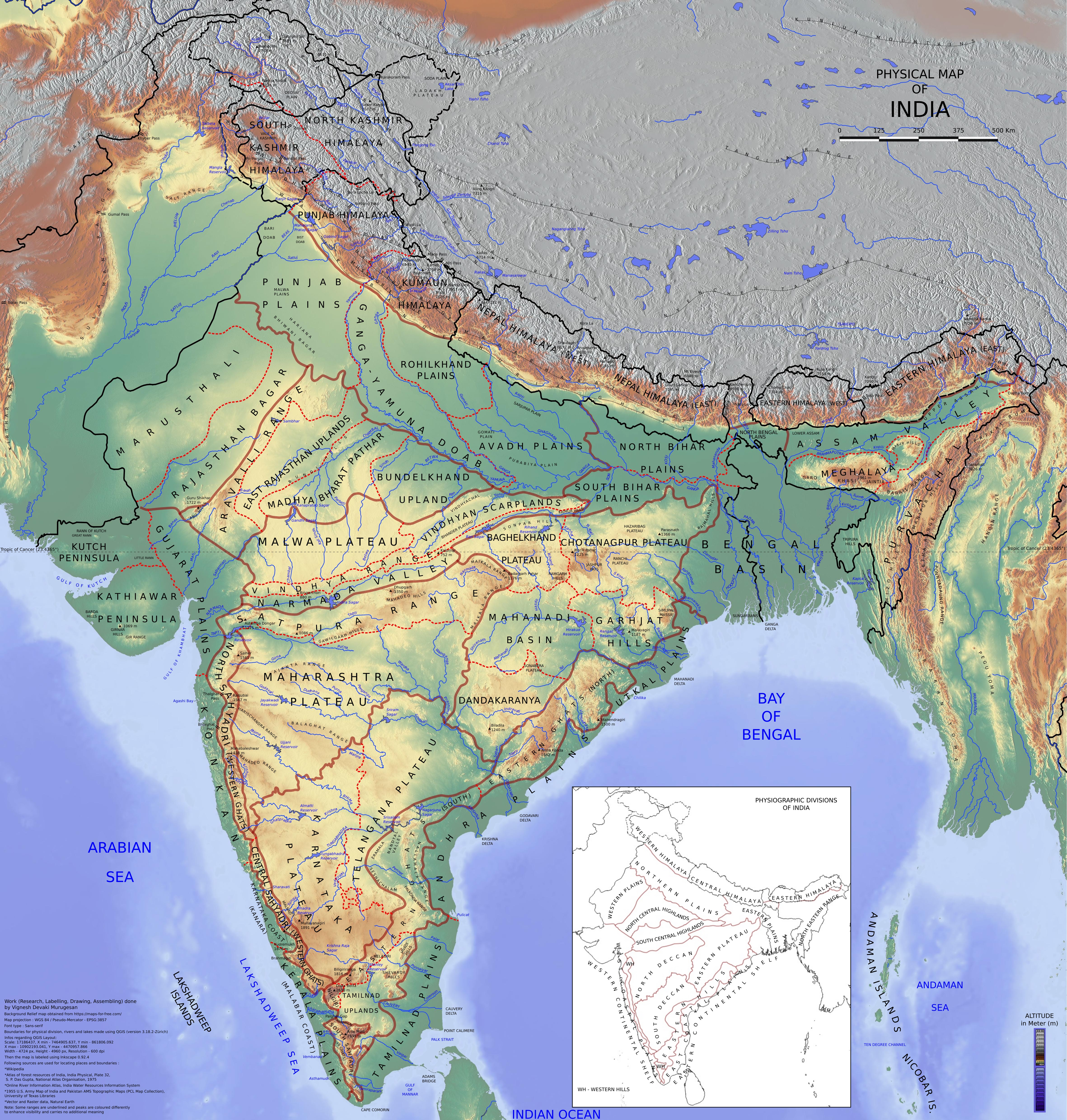
Physische Karte des indischen Subkontinents

Die Geologie des indischen Subkontinents besteht aus einem Mosaik von mehreren archaischen Kratonen und paläoproterozoischen bis mesoproterozoischen Krustenblöcken sowie Faltengebirgen bzw. orogenen Gürteln und mehreren Becken. Weite Bereiche des westlichen indischen Subkontinents wurden am Ende der Kreide von den mächtigen Flutbasaltschichten des Dekkan-Trapps überdeckt. In mittleren Bereichen breiten sich sedimentäre Ablagerungen aus. Den größten Gebirgszug bildet der Himalaya, an den sich südlich im breiten Bogen die Indus-Ganges-Brahmaputra-Ebene anschließt.

## Erdgeschichtlicher Rahmen

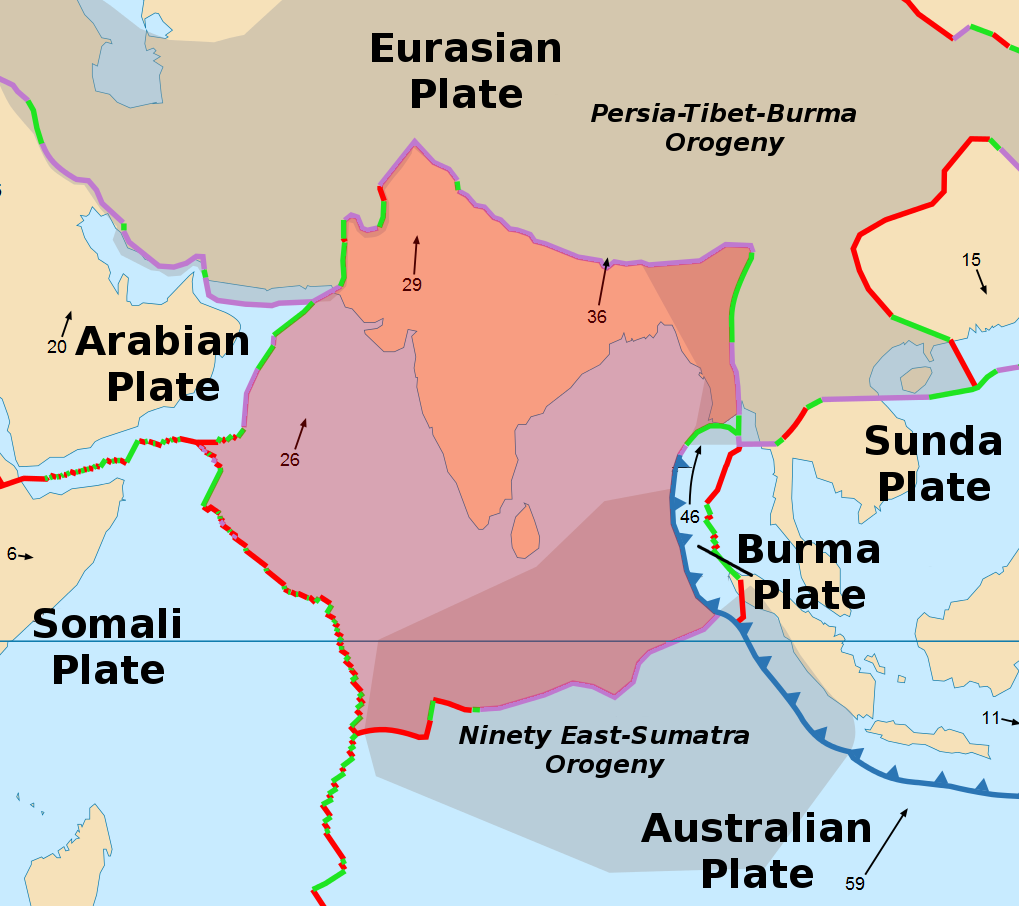
Karte der Indischen Platte mit dem heutigen indischen Subkontinent, ockerfarbig markiert
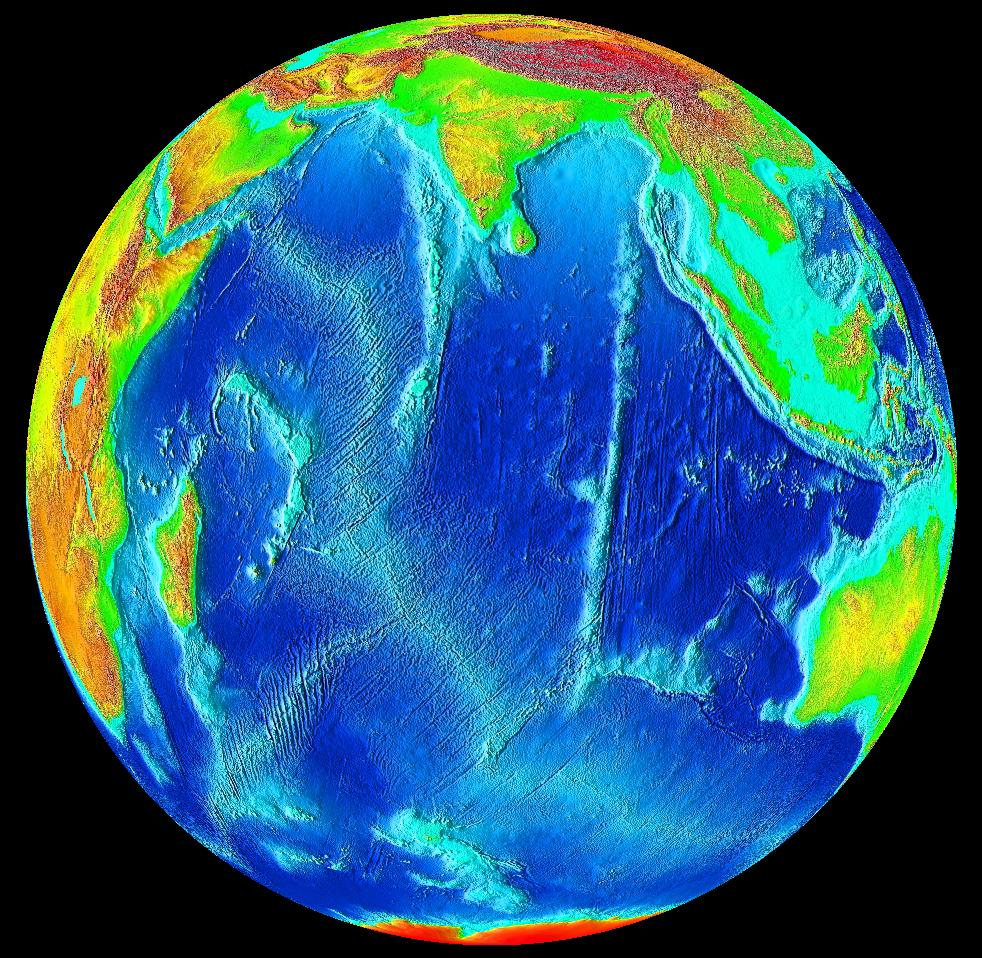
Bathymetrische Karte des Indischen Ozeans mit Mittelozeanischen Spreizungsrücken und kreuzenden aseismischen Strukturen
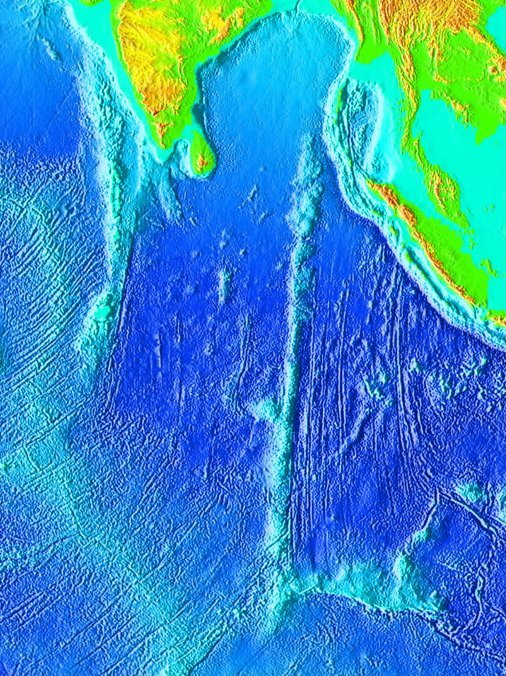
Verlauf des Neunzig-Grad-Ost-Rückens mittig rechts und des Chagos-Lakkadiven-Rückens oben links

Tektonische Gebiete des indischen Subkontinents u. a. mit dem South Indian Block und dem North Indian Block

Paläogeographische Konfiguration des South Indian-Westaustralia-Blocks (SIWA) mit der Central India Tectonic Zone (SMB)

Die Tektonische Entwicklung des indischen Subkontinents begann im Mesoarchaikum vor ca. 3 Milliarden Jahren. Die indischen Dharwar-, Singhbhum- und Bastar-Kratone nahmen darin eine zentrale Position ein und werden zum South Indian Block (SIB) zusammengefasst. Verbunden war dieser Block mit dem südwestaustralischen Yilgarn-Kraton und dem ostantarktischen Napier-Komplex sowie südafrikanischen Kratonen. Die indischen Kratone mit dem Yilgarn-Kraton und dem Napier-Komplex bildeten den zusammenhängenden Megakraton, South Indian-Westaustralia (SIWA) genannt. Nachdem dieser ab ca. 2400 mya zerbrach, kollidierte der South Indian Block ab ca. 2250 mya mit dem Bundelkhand-Kraton des North Indian Blocks (NIB), wodurch die Central India Tectonic Zone gebildet wurde. Daraus resultierte ein zusammenhängender Block, der Groß-Indien (Greater India) genannt wird. Diese Prozesse können der frühen Formierungsphase des Superkontinents Columbia zugeordnet werden.
In weiteren tektonischen Prozessen wurde Groß-Indien Bestandteil des Großkontinents Gondwanas, insbesondere Ostgondwanas. Bis ca. 520 mya war er verbunden mit dem Ostafrikanischen Orogen einschließlich Ostmadagaskars sowie Ostantarktikas sowie Teilen von Western Australia. Die Spreizung zwischen Groß-Indien und Afrika begann mit Krustendehnung und erster Ozeanbodenspreizung ab ca. 163 mya. Um 126 mya war Groß-Indien von Afrika vollständig getrennt, und damit erfolgte auch die Trennung Ostgondwanas von Westgondwana. Die Separierung Groß-Indiens von Ostantarktika, Australien, Madagaskar und den Seychellen erfolgte zwischen ca. 160, 155, 90 und 65 mya.
Nach der Trennung von Madagaskar begann Groß-Indien nach Nordost zu driften und mit Laurasia zu kollidieren. Dabei wurde die Neotethys geschlossen und der Indische Ozean öffnete sich. Die Kontinentaldrift hinterließ auf dem Ozeanboden den Neunzig-Grad-Ost-Rücken (Ninety East Ridge) und den Chagos-Lakkadiven-Rücken (Chagos-Laccadive Ridge). Der Chagos-Lakkadiven-Rücken und das südliche Mascarenen-Plateau weisen altersprogressive Spuren des Réunion-Hotspots auf dem Ozeanbodens während der Drift des indischen Kontinentalblocks über den Hotspot auf. Das Alter dieser vulkanischer Spur datiert zwischen 67 und 10 mya. Die ursprünglich zusammenhängende Hotspot-Spur wurde unterbrochen durch den Zentralindischen Rücken (Central Indian Ridge).
Während der Subduktion der Neotethys bildete sich in einer der ersten Kollisionsprozesse ab der Mittleren Kreide um ca. 113 mya der Transhimalaya am südlichen Rand der Tibetischen Hochebene. Mit der fortschreitenden Subduktion der Neotethys begannen zwischen 70 und 65 mya die Kollisionsphasen des indischen Kontinentalblocks. Die früheste Kollision kontinentaler Kruste erfolgte zwischen ca. 57 bis 52 mya mit dem Transhimalaya. Die Geosutur entspricht dem Verlauf des Yarlung Tsangpo und wird Indus-Yarlung suture zone genannt.

## Erstreckung und tektonische Begrenzungen

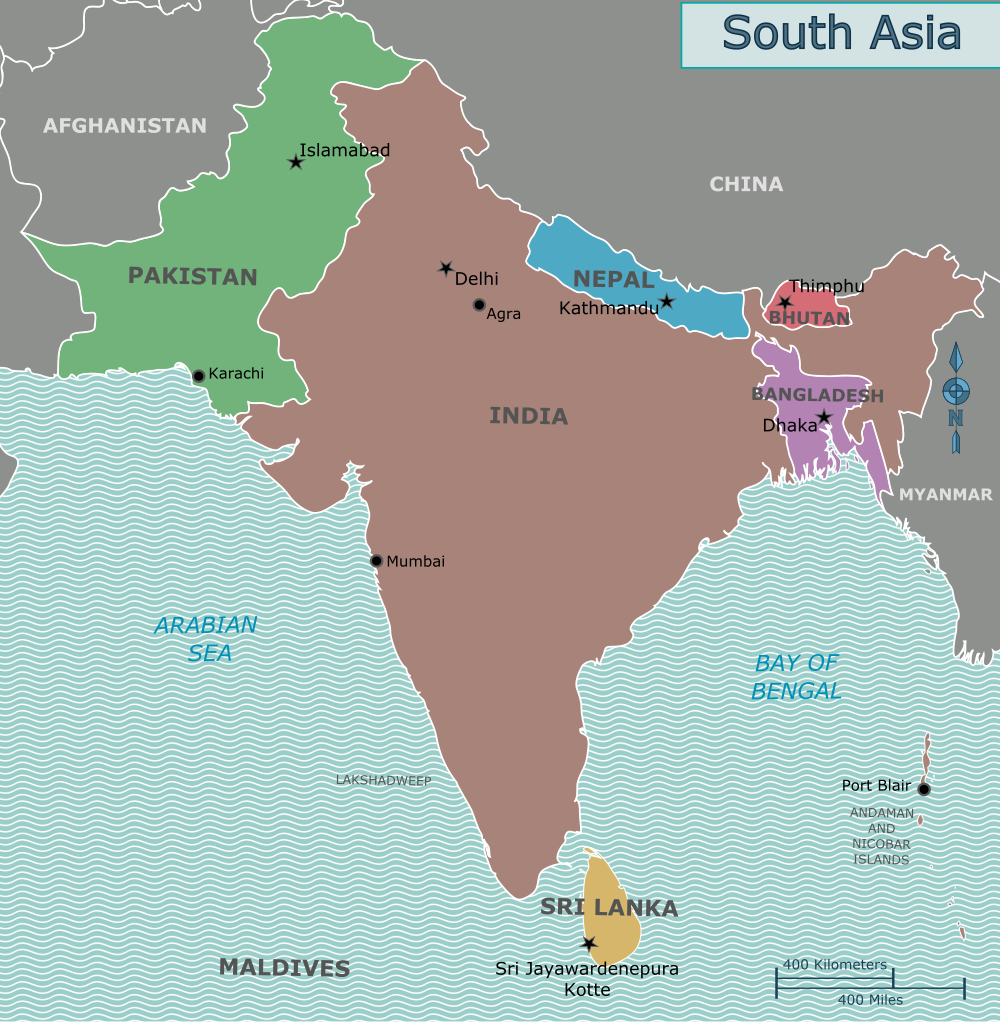
Lage des heutigen indischen Subkontinents mit umgebenden Staaten
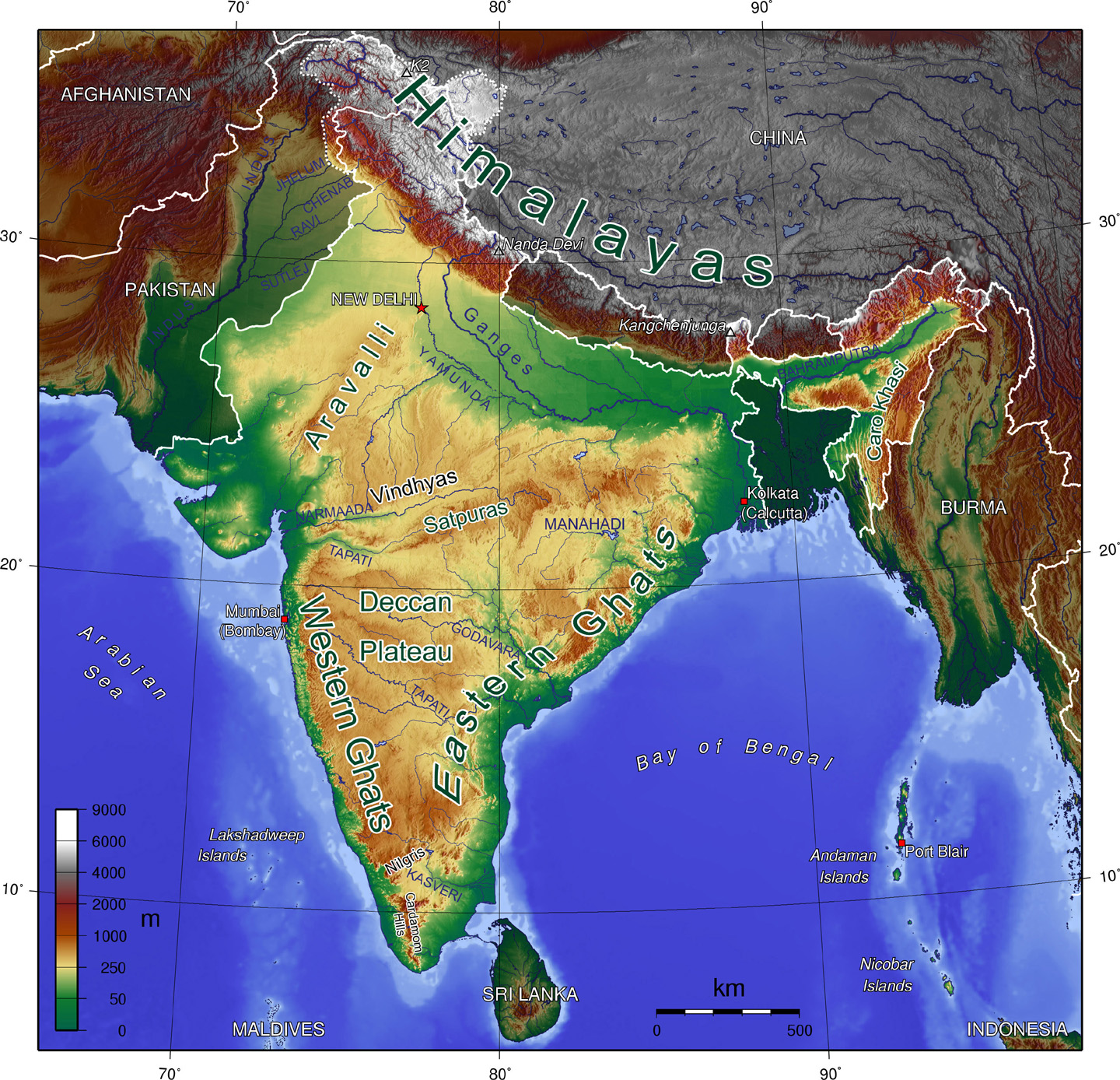
Karte des indischen Subkontinents mit Indien im Zentrum
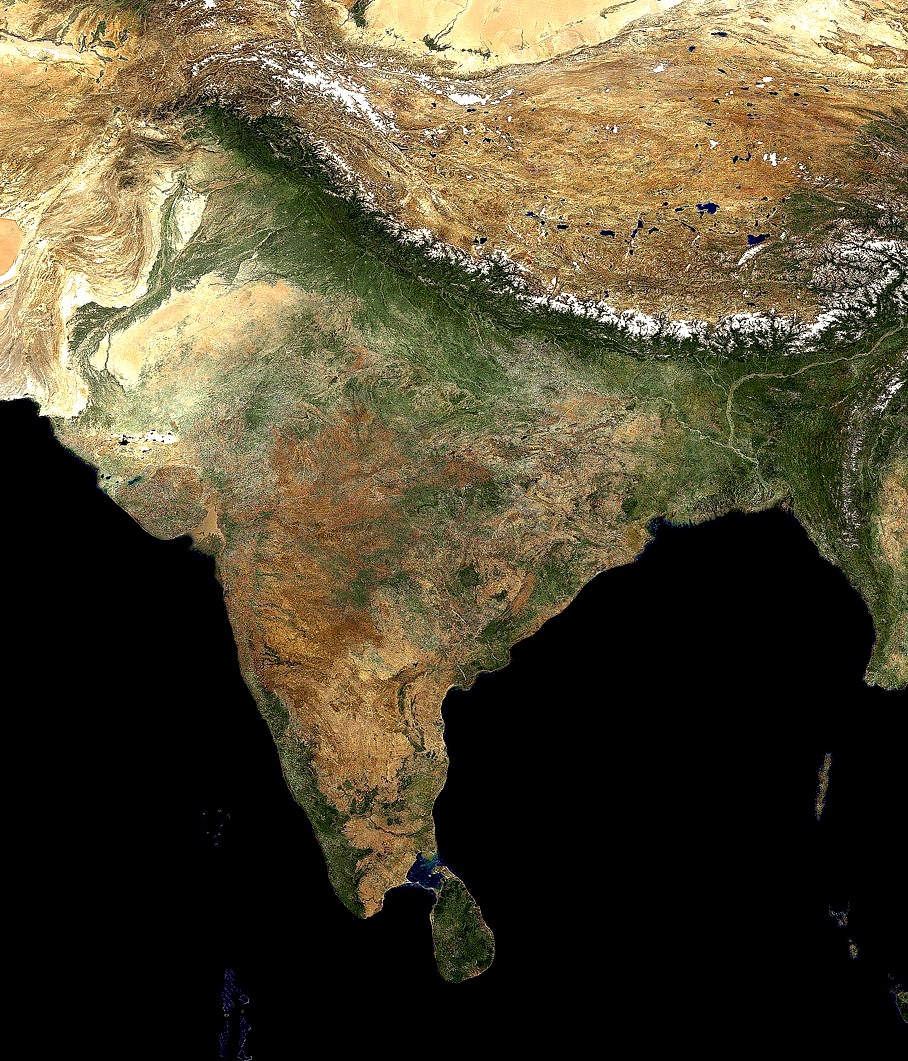
Satellitenaufnahme des indischen Subkontinents
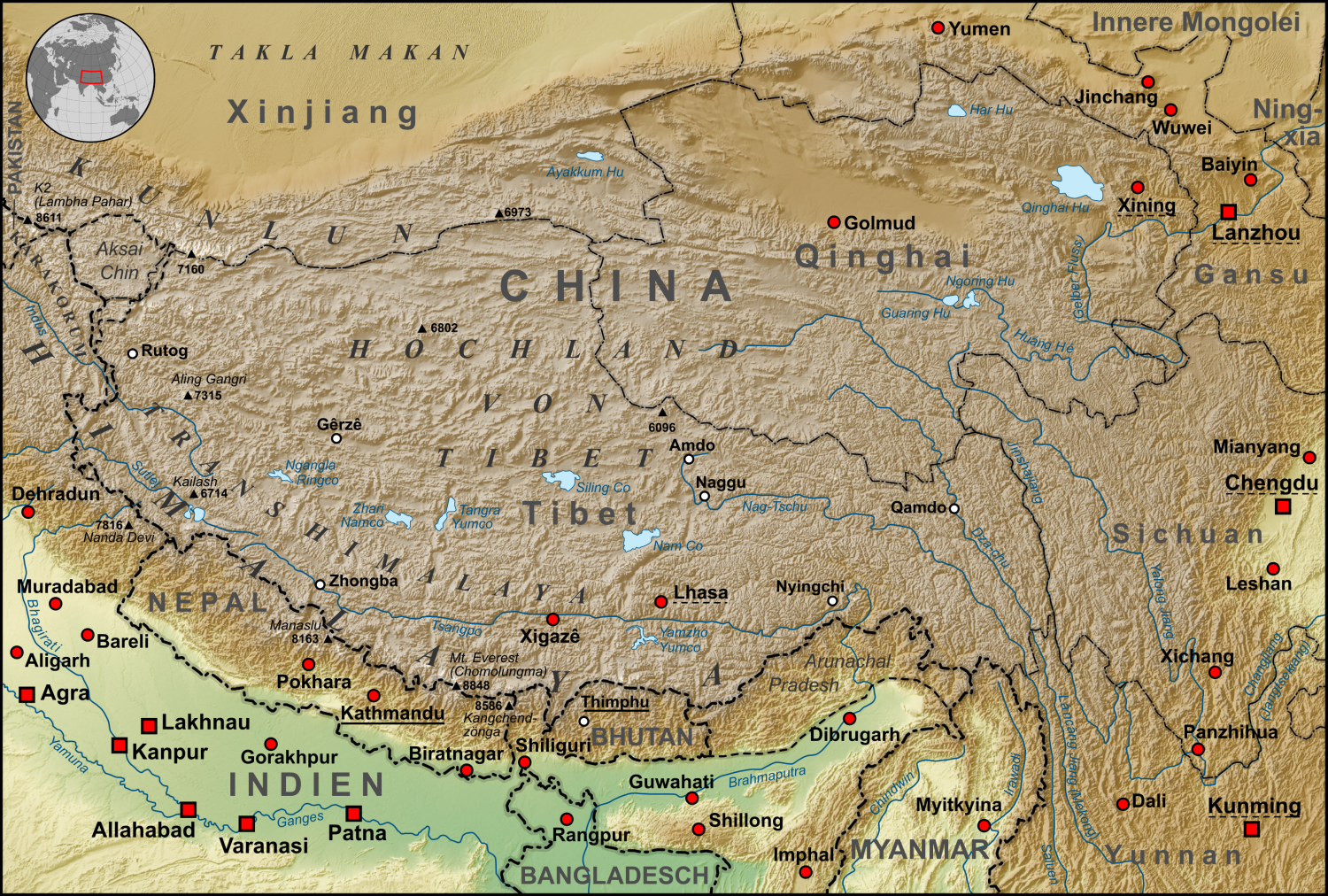
Karte vom Tibetischen Hochland mit der Indus-Yarlung suture zone und dem Transhimalaya
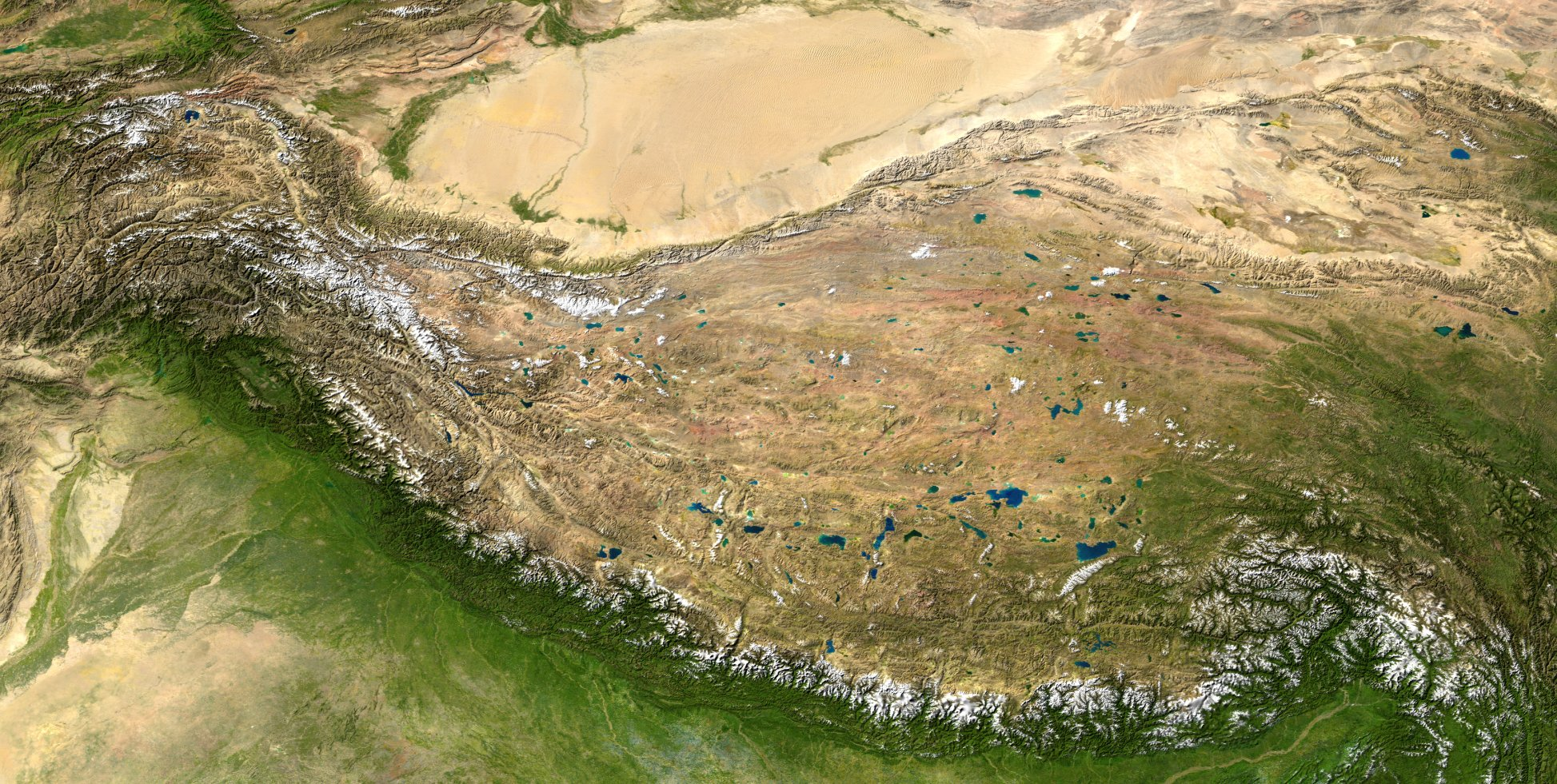
Satellitenaufnahme des Himalayas
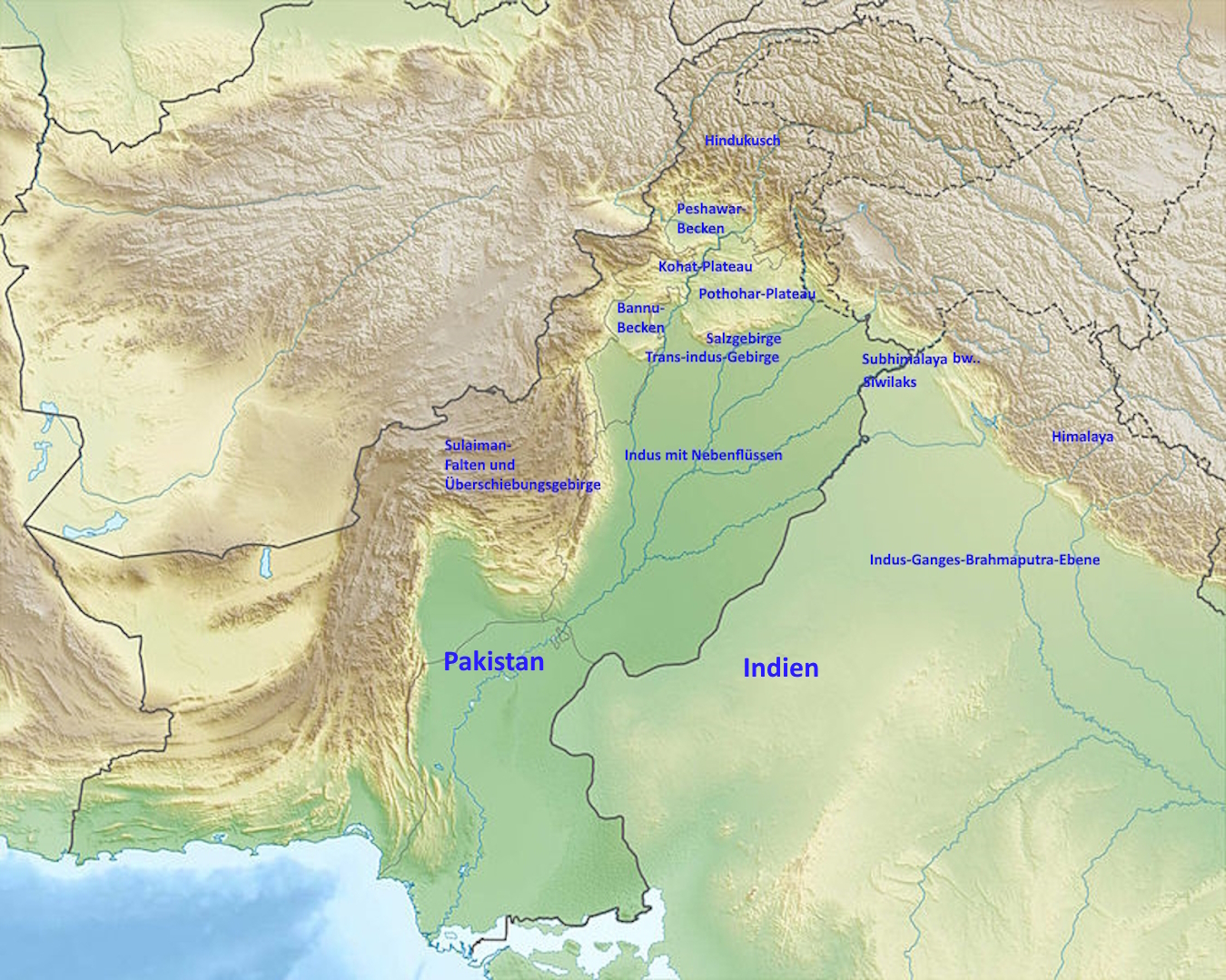
Beschriftete Reliefkarte Pakistans
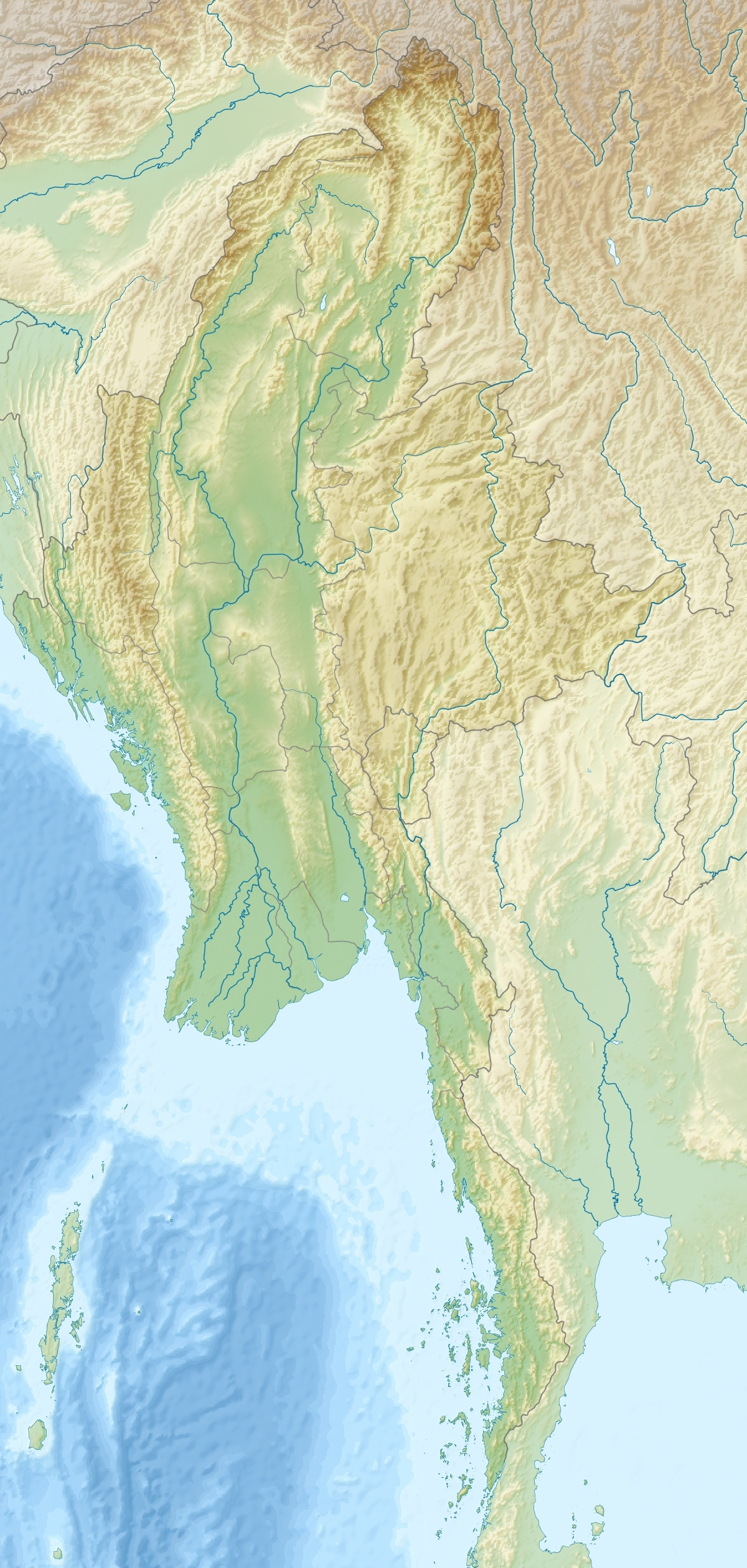
Lage des Indo-Burman-Gebirgszuges, links oben im Bild

Der indische Subkontinent wird geomorphologisch von mehreren Falten- und Überschiebungsgebirgen und Meeren begrenzt. Im Norden bildet die Indus-Yarlung suture zone die Grenze zum Hochland von Tibet mit dem Transhimalaya. Südlich dieser Geosutur erstreckt sich der Himalaya über die gesamte West-Ostbreite des indischen Subkontinents. Im Westen geht der Himalaya über in den Hindukusch. An diesen schließt der in südlicher Richtung verlaufende Sulaiman-Gebirgszug (Sulaiman Range) mit dem Kirthar-Gebirge (Kirthar Mountains) an. Die nordöstliche Begrenzung des indischen Subkontinents wird vom Indo-Burman-Akkretionskeil (Indo-Burman Ranges) mit dem Arakan-Joma-Gebirge gebildet. Dieser bildet ein tektonisches Subduktions- und Konvergenzsystem, das am westlichen Rand der Myanmar-Mikroplatte verläuft und zwischen der Eurasischen Platte im Osten und der Indischen Platte im Westen liegt. An diese Gebirgszüge schließt südlich der Indische Ozean mit dem Arabischen Meer im Südwesten und dem Golf von Bengalen im Südosten an.
Tektonische Überschiebungs- bzw. Verwerfungssysteme trennen die Gebirgszüge. Das nördlichste ist das Verwerfungssystem der Indus-Yarlung suture zone, das den Tethys-Himalaya vom Tibetischen Hochland trennt. Im Nordwesten des indischen Subkontinents und dem Hindukusch verläuft der Main Mantle Thrust, auch Indus-Sutur genannt. Er stellt eine Verlängerung der Indus-Yarlung suture zone dar, in der infolge von komplexen Subduktions- und Kollisionsprozessen der Indischen Platte mit der Eurasischen Platte u. a. der Hindukusch-Inselbogen entstand.

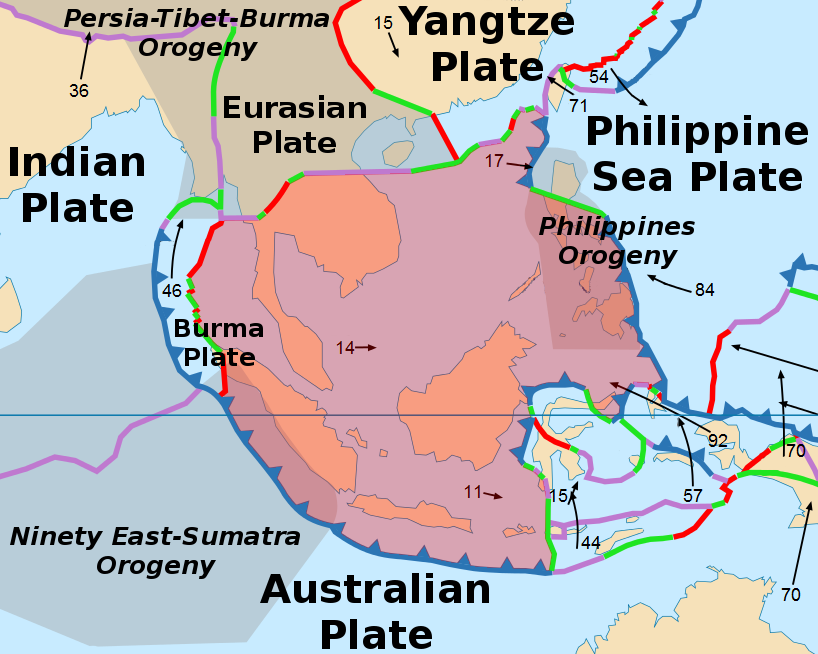
Karte der Sundaplatte mit der Burma-Platte und dem Sundagraben
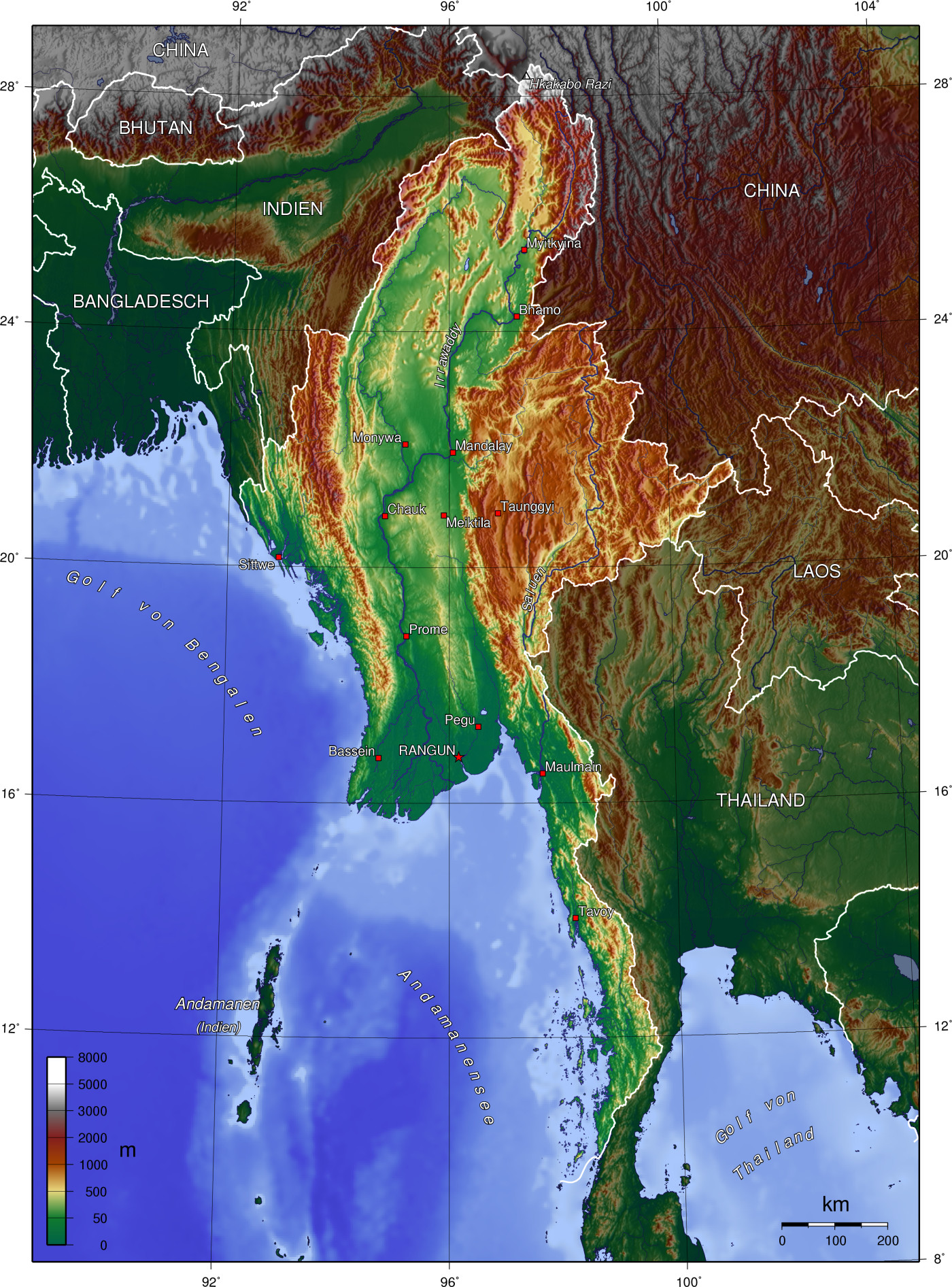
Topografische Karte von Myanmar/Birma mit dem Indo-Burman-Akkretionskeil (links bräunlich markiert) und dem südlich anschließenden Sundagraben mit den Andamanen
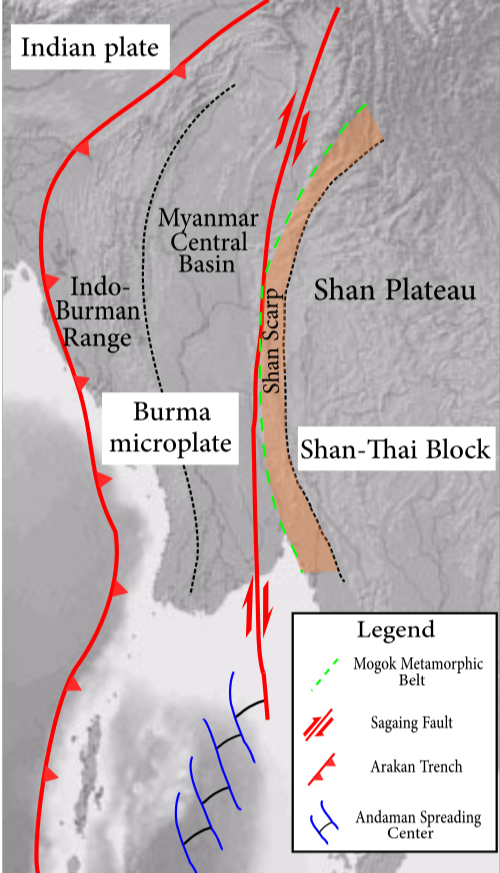
Vereinfachte Karte von Myanmar mit den Indo-Burman Ranges (links), dem Myanmar Central Belt (mittig) und dem Shan Plateau (rechts).

Der Main Boundery Thrust bildet das südlichste und bedeutendste Überschiebungs- und Verwerfungssystem des Himalayas. Er verläuft im Westen nördlich des pakistanischen Kohat-Plateaus. Dort schließt der südlich verlaufende Chaman Fault an, der die westliche tektonische Grenze zwischen der Indischen und Eurasischen Platte bildet. Die östliche tektonische Begrenzung besteht aus einem vielfältigen System von Verwerfungen im und am Rand des Indo-Burman-Akkretionskeil. Der Disang Thrust beginnt nahe am Main Boundery Thrust und verläuft am westlichen Rand des Indo-Burman-Akkretionskeils, wo er südlich in den Sundagraben übergeht. Er trennt dort somit die Indische Platte von der Eurasischen Platte.

## Regionale Geologie
Der indische Subkontinent besteht geologisch aus einem Mosaik mehrerer Grundgebirgseinheiten, wie Kratone und Krustenblöcke, Faltengebirgen, orogenen Gürteln, kontinentalen Kollisionszonen, einer magmatischen Großprovinz, mehreren Sedimentbecken sowie einer Wüste.

### Kratone
Die Kratone umfassen die archaischen Bundelkhand-, Dharwar-, Bastar- und Singhbhum-Kratone. Die Dharwar-, Bastar- und Singhbhum-Kratone bilden eine zusammenhängende Kette, die sich vom mittleren Süden bis zum Nordosten des indischen Subkontinents erstreckt. Der Bundelkhand-Kraton liegt im mittleren Norden des indischen Subkontinents. Obwohl diese Kratone unterschiedliche geologische Merkmale aufweisen, ist ihnen der prinzipielle granitische Grundaufbau mit metamorph überprägten Gneisen, TTG-Komplexen und Grünsteingürteln gemeinsam.
- Bundelkhand-Kraton

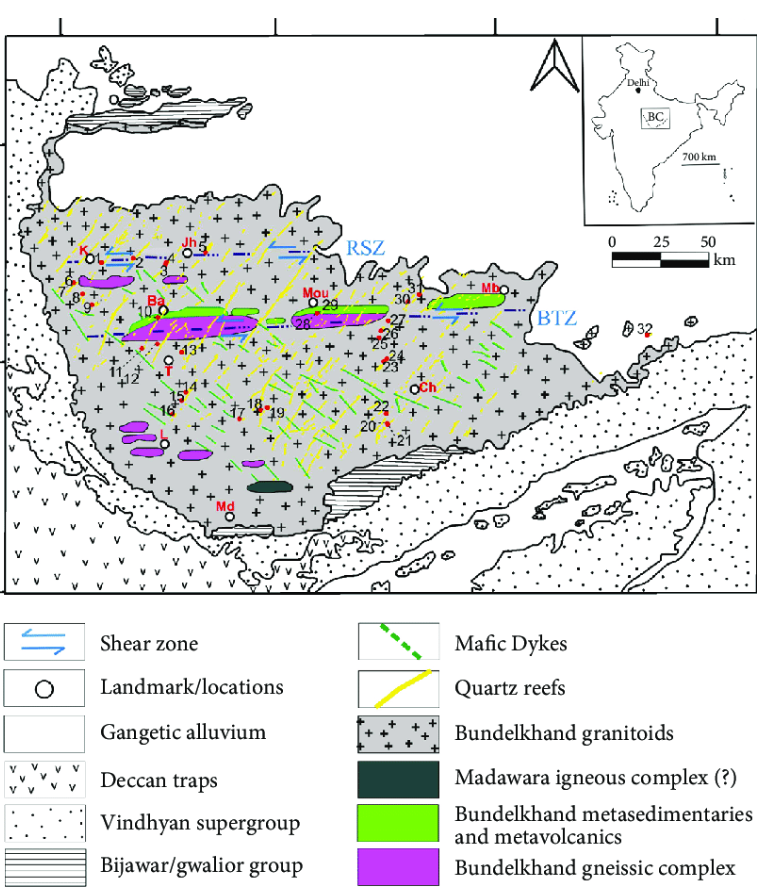
Geologische Karte des Bundelkhand-Kratons

Der Bundelkhand-Kraton erstreckt sich über eine Fläche von 29.000 Quadratkilometern nördlich des Vindhyagebirge im Bundesstaat Madhya Pradesh. Die geologische Evolution erfolgte in einem Subduktionregime mit zwei ozeanischen Lithosphärenplatten, wodurch zwischen ca. 3500 bis 3200 mya TTG-Komplexe, suprakrustale Ablagerungssequenzen und Grünsteingürtel gebildet wurden. Von ca. 2800 bis 2540 ereigneten sich weitere Subduktionsprozesse, denen ab ca. 2500 mya eine Kollisions- bzw. und Akkretionsphase folgte, wodurch Granite, Granodiorite, Diorite und mafische Dykeschwärme gebildet wurden. Innerhalb der Granitoide treten Grünsteingürtel auf, die mafisch-ultramafische und felsische Vulkangesteine, Bändereisenerze (BIF) und Quarzite enthalten, deren Alter vom Mesoarchaikum bis zum Neoarchaikum reicht. Die vulkanischen Gesteinsassoziationen und ihre geochemischen Signaturen wurden so interpretiert, dass sie eine Reihe von tektonischen Gegebenheiten widerspiegeln, darunter Plumes, Inselbogen und Mittelozeanische Rücken. Die Bundelkhand Tectonic Suture Zone teilt den Kraton in den Northern Bundelkhand- und den Southern Bundelkhand-Kraton.
- Dharwar-Kraton

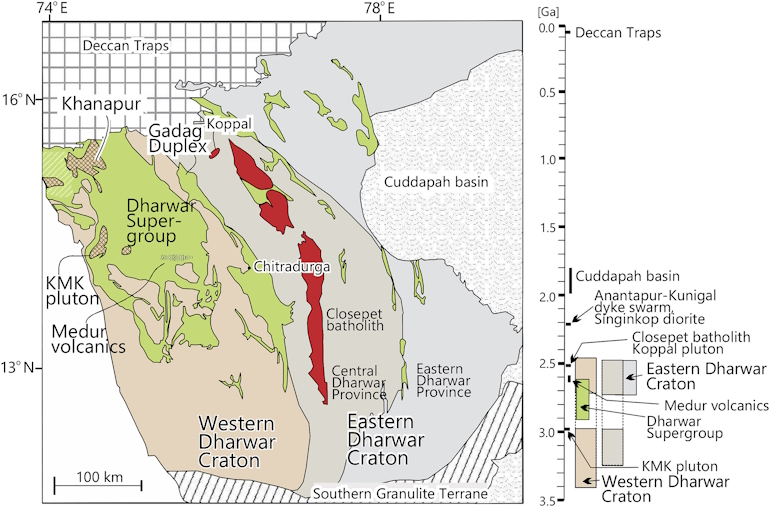
Vereinfachte geologische Karte des Dharwar-Kratons

Der Dharwar-Kraton erstreckt sich über eine Fläche von ca. 500.000 Quadratkilometern und nimmt einen Großteil des südlichen indischen Subkontinents ein. Seine geologische Entwicklung begann im Archaikum vor etwa 3400 Millionen Jahren und erstreckt sich zeitlich bis ins Paläoproterozoikum um 2450 mya. Entsprechend seiner unterschiedlichen Entwicklung und dem petrologischen Ausbau wird der Dharwar-Kraton in den westlichen Dharwar-Kraton und den östlichen Dharwar-Kraton unterteilt, wobei letzterer in die östliche und zentrale geologische Dharwar-Provinz gegliedert ist. Die in Nordsüdrichtung verlaufende Chitradurga-Scherzone bildet die Geosutur zwischen ihnen.
Der ältere westliche Dharwar-Block besteht hauptsächlich aus einem paläoarcharischem Grundgebirge mit TTG-Komplexen, vulkano-sedimentären Grünsteingürteln und suprakrustalen Ablgerungssequenzen. Der jüngere östliche Dharwar-Block setzt sich zusammen aus verschiedenartigen neoarachaischen magmatischen Plutonen und Batholithen, von denen der Closept Granite-Komplex der markanteste ist, sowie mehreren  Grünsteingürteln. Letztere erstrecken sich überwiegend am westlichen Randbereich der östlichen Dharwar-Provinz und definieren somit die Subduktions- und Kollisionszone zwischen der zentralen und östlichen Dharwar-Provinz.
- Bastar-Kraton

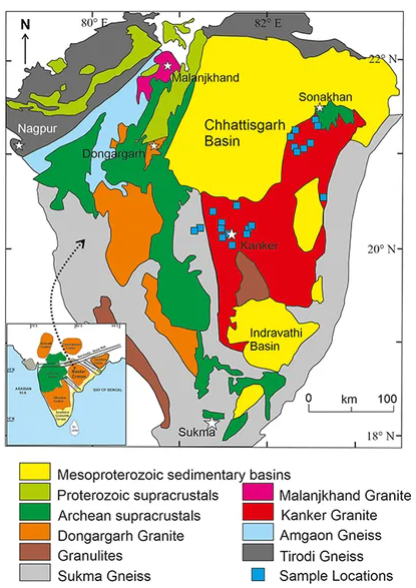
Geologische Karte des Bastar-Kratons im indischen Subkontinent

Der Bastar-Kraton hat eine Fläche von ca. 215.000 Quadratkilometern. Seine geologische Entwicklung kann bis um ca. 3582 mya zurückverfolgt werden. Dabei entwickelten sich das Grundgebirge aus TTG-Komplexen, Granulite, verschieden artigen Graniten (Granitoiden) sowie Grünsteingürtel. Das Deckgebirge besteht aus mehreren suprakrustalen orogenen Gürtel, die zwischen den Grundgebirgseinheiten entstanden. Zeitlich gliedern sie sich in zwei Generationen, von denen die ältere vom Archaikum bis zum frühen Proterozoikum und die jüngere vom mittleren bis zum späten Proterozoikum datieren. Des Weiteren formten sich mehrere Sedimentbecken mit unterschiedlichen Sedimentablagerungen.
Archaische und frühe paläoproterozoische Gesteinsvorkommen im Bastar-Kraton zeigen eine große Ähnlichkeit mit dem westaustralischen Yilgarn Craton, was auf eine nahe tektonisch Positionen der beiden alten Kratonblöcke hinweist. Während des Paläoproterozoikums wurden Randbereiche des Kratons durch die Orogenbildungen der Ostghats und des Satpuragebirges beeinflusst. Letztere ist Ausdruck der Verschmelzung des Bastar-Kratons mit dem Bundelkhand-Kraton zwischen ca. 2250 und 2100 mya. Weitere tektonische Prozesse ereigneten sich im ostantarktischen Napier-Komplex und der Rayner-Provinz.
- Singhbhum-Kraton

Geologische Karte des Singhbhum-Kratons mit dem nördlich anschließenden Singhbhum Fold Belt

Der Singhbhum-Kraton erstreckt sich etwa elliptisch über ca. 200 Kilometer (km) in Nord-Süd-Richtung und ca. 150 km in Ost-West-Richtung mit einer Fläche von ca. 50.000 Quadratkilometern. Im Norden wird er von der Singhbhum-Schear Zone begrenzt. während die südliche Grenze durch den Sukinda Thrust markiert wird. Erstere trennt den Kraton vom Singhbhum Fold Belt, Letztere markiert den Übergang zu den Ostghats. Im Südwesten separiert der Mahanadi-Graben den Singhbhum-Kraton vom Bastar-Kraton, während der Osten von alluvialen Sedimenten überdeckt wird. Durch den Mahanadi-Graben fließt heute der Fluss Mahanadi.
Die Hauptkomponenten bestehen aus der suprakrustalen Ablagerungssequenz der ca. 3500 bis 3380 mya alten Older Metamorphic Group, dem TTG-Komplex der Older Metamorphic Tonalite Gneiss mit Alter zwischen ca. 3520 und 3330 mya, vererbte Zirkone in xenolithtischen Kernen reichen von ca. 4200 bis 3600 mya und deuten auf archaische Protolithe hin, dem weit verbreiteten, aus verschiedenen Suiten zusammen gesetzten Granitoide Komplex, die im Zeitraum von ca. 3340 bis 2700 mya entstanden, der Iron Ore Group mit Alter zwischen ca. 3570 und 3310 mya. den aus mehreren Gruppen bestehenden vulkanisch-sedimentären Abfolgen mit Alter zwischen 3630 und 3040 mya sowie die suprakrustale Ablagerungssequeunz der Kolhan Group, die sich von ca. 2200 und 2100 mya bildete.

### Krustenblöcke
Die bedeutendsten Krustenblöcke sind der Chhotanagpur-Gneiskomplex, das Shillong Plateau, jeweils im Nordosten sowie das Southern Granulite-Terran im Süden.
- Chotanagpur-Gneiskomplex

Lage des Chotanagpur-Gneiskomplexes

Der Chotanagpu-Gneiskomplex (CGC) erstreckt sich mit einer Länge von ca. 500 km und einer Breite von ca. 200 km und einer Fläche von ca. 105.600 Quadratkilometer in den Bundesstaaten Jharkhand, Bihar und Westbengalen. Er befindet sich in der östlichen Kontinuität der Central India Tectonic Zone CITZ bzw. des Satpuragebirges und wird von deren westlichen Abschnitte durch das Mahanadi-Graben getrennt. Im Süden grenzt er an den Singhbhum Mobile Fold Belt. im Nordosten an die ca. 117 mya alten unterkreidezeitlichen Rajmahal-Traps, im Südosten an die quartären Alluviumböden am westlichen Rand des Golfs von Bengalen.
Der CGC war ursprünglich Bestandteil des Ur-Kontinents und wurde um ca. 2250 mya in die Central India Tectonic Zone bzw. das Satpuragebirge eingegliedert und anschließend während der Entwicklungen der Superkontinente Columbia und Rodinia mehrfach tektonisch-thermisch überarbeitet. Die Strukturgeologie des Chotanagpur-Gneiskomplexes ist i. W. durch mehrere Plateaus und langgestreckte Gebirgsrücken bzw. Falten gekennzeichnet, die überwiegend in ostwestlicher Richtung ausgerichtet sind. Auf der Grundlage von geologischen und geochronologischen Untersuchungen kann der CGC in fünf Schollen gegliedert werden. Diese sind durch ihre petrographischen Merkmale sowie deren Metamorphose- und Deformationsgeschichte charakterisiert.
- Shillong Plateau

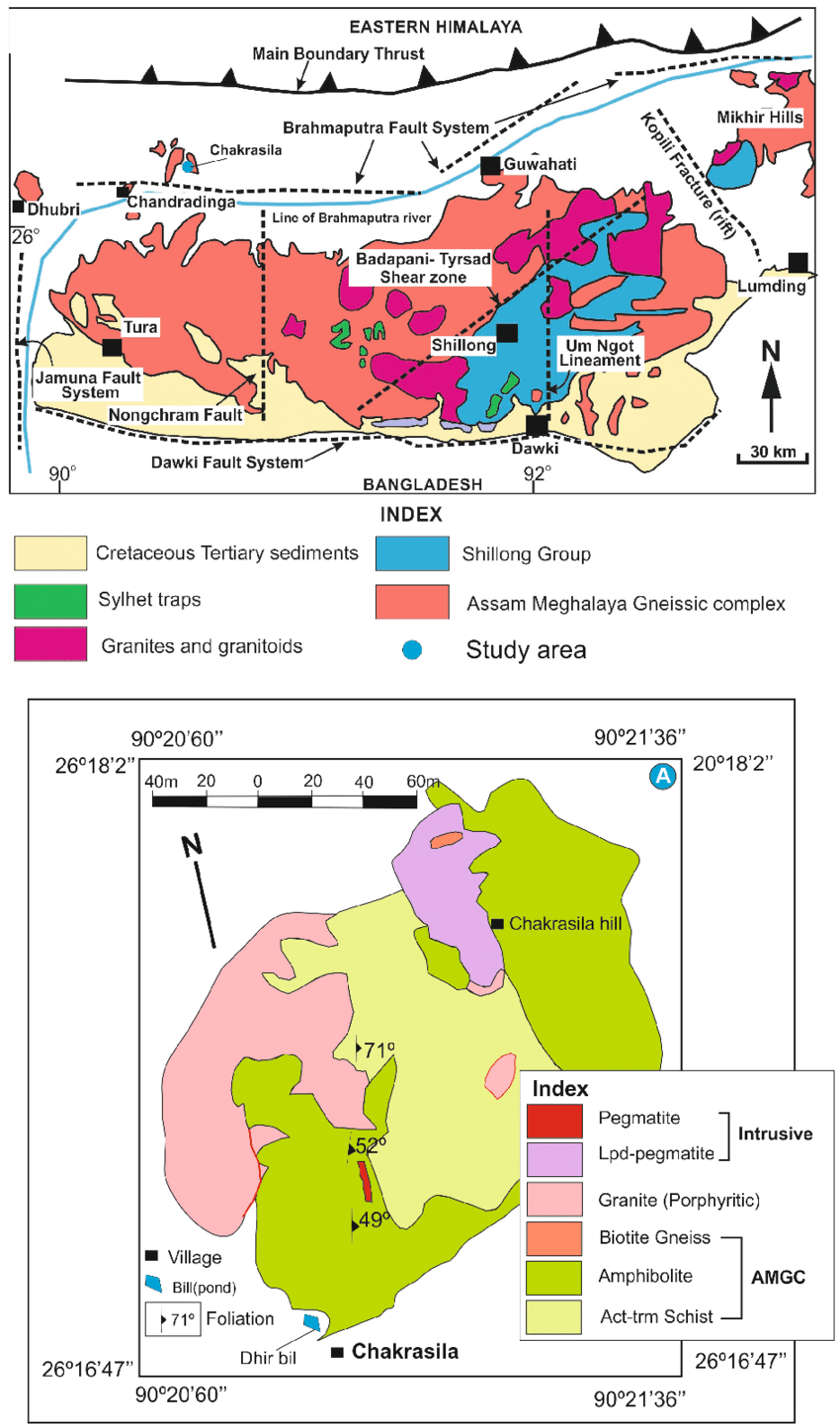
Geologische Karte vom Shillong Plateau

Das Shillong-Plateau, das auch zusammengefasst als Shillong–Meghalaya Gneissic Complex bezeichnet wird, ist ein isolierter Krustenblock mit einer bis zu 1961 Meter hohen gebirgigen Hochebene mit einer Länge von ca. 300 km und einer Breite von ca. 110 km in den Bundesstaaten Assam und Meghalaya. Geologisch bildet es einen von West nach Ost verlaufenen Horst im südlichen Himalaya-Vorlandbecken.
Das Plateau umfasst das Grundgebirge des Meghalaya Gneissic Complexes und das mesoproterozoische von Nordosten nach Südwesten verlaufende intrakrustale Shillong-Becken, in dem die metasedimentären suprakrustalen Anlagerungen der Shillong-Gruppe gebildet wurden. Das Alter des archaischen Grundgebirges datiert bis zu 2637 mya, während die  sedimentäre Shillong-Gruppe Alter bis zu ca. 1550 mya aufweist. Diverse Studien deuten darauf hin, dass das Shillong-Plateau wahrscheinlich während der Kollision zwischen den Kontinetalblöcken von Indien und Australo-Ostantarktika einbezogen wurde. Diese erfolgte während der Formierung von  Gondwana, insbesondere Ostgondwanas (siehe auch Ostgondwana#Zusammenschluss Proto-Indien, Proto-Ostantarktis und Proto-Australien). Die tektonische Hebung des Shillong-Plateaus bewirkte, dass der Paläo-Brahmaputra zwischen 5,2 und 2 mya in den heutigen Verlauf umgelenkt wurde.
- Southern Granulite-Terran

Tektonische Struktur des Southern Granulite Terrans

Das Southern Granulite-Terran hatte sich südlich des Dharwar-Kratons zwischen den westlichen und östlichen Kontinentalrändern des südlichen indischen Kontinentalblocks gebildet. Die Moyar-Bhavani-Cauvery-Suturzone trennt das Terran vom Dharwar-Kraton. Sie wird als Geosutur zwischen dem kollidierenden indischen Kontinentalblock und Azania und der Subduktion des Mosambik-Ozeans angesehen. Dieser Ozean breitete sich zwischen dem Kongo-Kraton und Tansania-Kraton sowie Madagaskar als Teil von Groß-Indien aus (siehe auch →  Tektonische Entwicklung des indischen Subkontinents).
Das Terran besteht im Wesentlichen aus dem Madurai Block und dem Trivandrum Block mit dem Nagaercoil-Block. Es nimmt eine Schlüsselposition bei der Kollision des indischen Kontinentalblocks mit Madagaskar, Ostantarktika und Australien ein. Es wird angenommen, dass um 829 mya der Madurai-Block mit Madagaskar bzw. Azania entlang dem Palghat Cauvery-Scherzonensystem und letztere wiederum mit dem Kongo-Tansania-Bangweulu-Block sowie dem Kalahari-Kraton unter Schließung des Mosambik-Ozeans kollidierte. Auch der ostantarktische Mawson-Kraton sowie Australien waren mit betroffen, während die östliche Provinz mit der Ongole-Provinz, dem südlichsten Segment der Ostghats und dem Wanni Complex in Sri Lanka (siehe auch → Ostgondwana) in Verbindung steht. Die Scherzonen entstanden infolge der tektonischen Prozesse während der Pan-Afrikanischen Orogenese.
- Banded Gneissic-Komplex

Der Banded Gneissic-Komplex (BGC), auch Bhilwara Banded Gneissic Complex oder Mewar Gneiss Complex (MC) genannt, ist ein Krustenblock, der im indischen Bundesstaat Rajasthan teilweise aufgeschlossen ist. Er besteht aus einer archaischen und einer paläoproterozoischen geologischen Einheit, die BGC-I bzw. BGC-II bezeichnet werden. Sie bilden das Grundgebirge des Aravalligebirges. Der BGC-I erstreckt sich in südöstlichen Bereichen von Rajasthan, an die der BGC-II bis in Zentralrajasthan anschließt. Überdeckt wird der  BGC von der Aravalli Supergroup und der Vindhyan Supergroup im Osten und der Dehli Supergroup im Westen. Die tektonische Entwicklung begann mit der Spreizung der Lithosphäre im Archaikum, gefolgt von intermittierenden Öffnungen und Schließungen von mehreren Becken, die verbunden waren mit der Ausbildung von unterschiedlichen Magmatiten und suprakrustalen Gesteinssequenzen. Die geologische Entwicklung des BGC erfolgte von ca. 3300 bis ca. 880 mya. Sie kann zeitlich den Superkontinenten Columbia und Rodinia zugeordnet werden.

### Kontinentale Kollisionszonen
- Indus-Yarlung suture zone

Die Indus-Yarlung suture zone stellt eine Geosutur zwischen dem südlichen Rand des Transhimalayas und dem nördlichen Rand des indischen Subkontinents mit dem Tethys-Himalayas dar. Namengebend sind der Yarlung Tsangpo und der Indus, die heute beide annähernd auf der Kollisionsfront fließen. Sie kann diskontinuierlich über eine Strecke von ca. 2500 km, beginnend südwestlich vom Karakorum mit der Ladakh Range bis zur Namjagbarwa Range an der Biegung des Yarlung Tsangpos verfolgt werden.
Die Indus-Yarlung suture zone resultiert aus der Subduktion der Tethys unter die Laurasische Platte bzw. Eurasische Platte. Die Annäherung und Kollision des indischen Kontinentalblocks mit der Eurasischen Platte erfolgte zwischen etwa 57 und 10 mya. Die Hauptphase der tektonischen Entwicklung datiert zwischen etwa 57 und 30 mya.
Die geologische Struktur beinhaltet mehrere groß- und kleinräumige Gesteinsabfolgen. Sie spiegeln die tektonische Gestehungsgeschichte und den Aufbau der an der Geosutur beteiligten Krustenblöcke wider. Im Wesentlichen sind es Transhimalaya relevante Strukturen, Tethys relevante Strukturen und indisch relevante Strukturen. Verwerfungen, wie der Great Counter Thrust und der Gangdese Thrust sind  Überschiebungssystem in Südtibet, das den Tethys-Himalaya gegen den Transhimaya mit dem Gangdes batholih bzw. Gangdese volcanic arc abgrenzt. Das Alter des GCT wird anhand von geochronologischen Studien auf etwa 18 bis 10 mya datiert. Der Gangdese Thrust (GT) ist ein spätoligozänes bis frühmiozänes, nach Süden ausgerichtetes tektonisches System, bei dem Gangdese-Granitoide im Hangenden gegen die Sedimentabfolge des Tethys-Himalayas im Liegendem stehen.
- Central India Tectonic Zone

Die den indischen Subkontinent durchquerende Central India Tectonic Zone (CITZ) ist die bedeutendste Kollisionszone im indischen Subkontinent. Sie erstreckt sich in nordöstlicher/westsüdwestlicher Richtung über eine Länge von ca. 1200 km und einer Breite von ca. 400 km, beginnend am Arabischen Meer und setzt sich in östlicher Richtung bis zum Bundesstaat Jharkhand fort. geomorphologisch entspricht die CITZ dem Satpuragebirge.
Die CITZ entstand infolge der Kollision des South Indian Block (SIB), bestehend aus dem Dharwar-Kraton, Bastar-Kraton und dem Singhbhum-Kraton, mit dem Bundelkhand-Kraton des North Indian Block (NIB). Die geologische Entwicklung der CITZ erstreckt sich zeitlich vom Neoarchaikum zwischen ca. 2250 und 2100 mya bis zum frühen Neoproterozoikum um ca. 800 mya. In der CITZ entwickelten sich der Mahakoshal Belt am nördlichen Rand des Satpuragebirges, im südlich-zentralen Bereich der Sausar Belt und im südlichen Bereich am nördlichen Rand des Bastar-Kratons der Sakoli Belt. Die Central Indian Suture Zone (CIS) ist eine bedeutende duktile Scherzone, die mit einer Länge von ca. 500 km und einer Breite bis zu 4 km im südlichen Bereich der CITZ nachvollziehbar ist. Sie bildet die Subduktions- und Kollisionsnaht (Geosutur) zwischen South Indian Block und dem North Indian Block.

### Gebirge

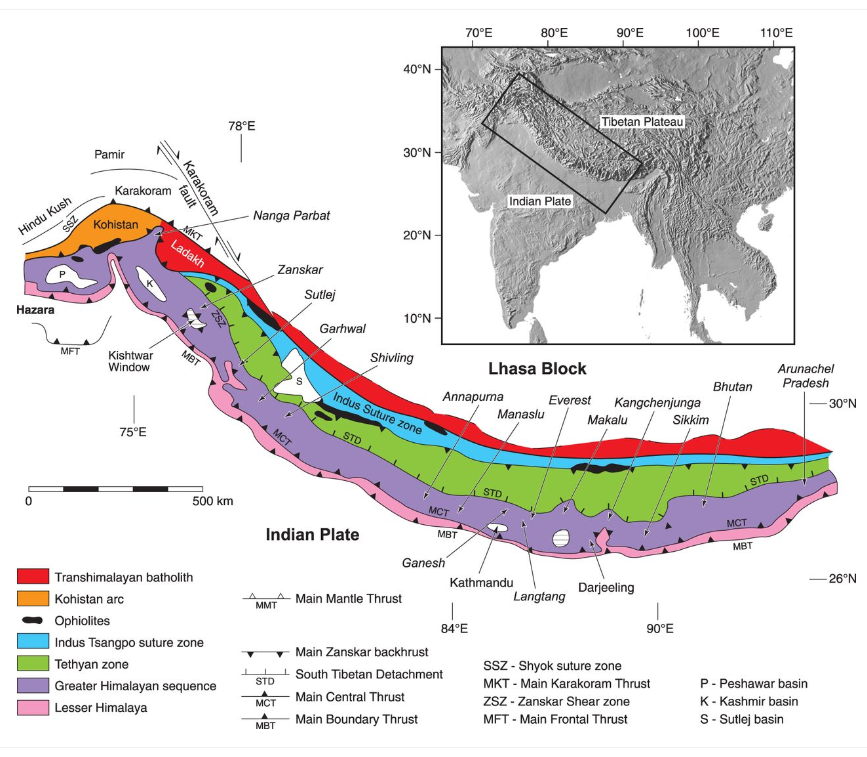
Geologische Karte des Himalayas mit der Indus-Yarlung suture zone, blau markiert

Das bedeutendste Gebirge im indischen Subkontinent ist der Himalaya und zugleich das höchste weltweit. Er erstreckt sich nordsüdlicher Richtung zwischen der Indus-Yarlung suture zone und der  Indus-Ganges-Brahmaputra-Ebene. In westöstlicher Richtung erstreckt er sich in der weitesten Definition von der pakistanischen Region Khyber Pakhtunkhwa nahe der Grenze zu Afghanistan bis hin zu den Staaten Nepal und Bhutan oder in einer anderen Betrachtung vom Indus-Knie nördlich vom Nanga Parbat bis zum Knie der Yarlung Tsangpo-Schlucht am Namjagbarwa oder darüber hinaus bis in den Norden des Kachin-Staates von Myanmar. Die maximale Länge beträgt demzufolge zwischen rund 2500 bis 2800 Kilometer. Die Breite wird mit bis zu 300 km angegeben.
Der Himalaya bildet ein Hochgebirge, welches durch mehrere parallel verlaufende tektonisch-geologischen Strukturen gekennzeichnet ist, Die wichtigsten von Nord nach Süd sind der Tethys-Himalaya, der Hohe Himalaya, der Niedrige Himalaya und die Siwaliks.
- Tethys-Himalaya

Der Tethys-Himalayas ist charakterisiert durch eine mächtige sedimentäre Sequenz verschiedenartiger Zusammensetzung. Sie bildete sich am nördlichen Kontinentalrand Gondwanas im Bereich des damaligen indischen kontinentalen Krustenblocks im Zeitraum vom Kambrium bis zum Eozän. Sie lagerte sich auf einem ca. 1800 mya alten Grundgebirge aus Gneisen ab. Die Entwicklung des Tethys-Himalayas ist strukturiert in die nördlichen Tethys-Sedimente, den turbiditischen Olisthostrom, die nordhimalayaischen Dome und die südlichen Tethys-Sedimente.
- Hoher Himalaya

Der Hohe Himalaya bildet einen nach Norden abtauchenden Keil der heutigen indischen Platte. Der Gebirgszug weist Höhen von 3000 bis über 8850 m auf. Das Gesteinsspektrum setzt sich aus einer bis zu 30 km mächtigen metamorphen Abfolge von klastischen Sedimenten unterschiedlicher Art und kristallinen Gesteinspaketen zusammen. Die Sedimente lagerten sich ursprünglich zwischen dem Kambrium und dem Eozän am nördlichen passiven Kontinentalrand des indischen Kontinentalblocks während der Palaeotethys- und der Neotethys-Entwicklungen ab. Die Protolithe der kristallinen Gesteine entstammten Gesteinsschmelzen der kontinentalen Erdkruste der damaligen indischen Platte und datieren vom späten Paläoproterozoikum bis zum frühen Paläozoikum. Zwischen 40 und 11 mya wurden die Gesteinssequenzen exhumiert. Das South Tibetan Detachment System und die westlich anschließende Zanskar Shear Zone bilden die tektonische Grenze zum Tethys-Himalaya. Mit dem Main Central Thrust schließt er an den Niedrigen Himalaya an
- Niedriger Himalaya

Der Niedrige Himalaya repräsentiert ein komplex aufgebautes Faltengebirge mit Höhen von bis zu ca. 6200 m. Es stellt einen Norden abfallenden metamorph überprägten bis zu ca. 20 km mächtigen Akkretionskeil im Vorland des Hohen Himalayas dar. Das Gesteinsspektrum setzt sich überwiegend aus sedimentären und magmatischen Einheiten zusammen, die vom mittleren Paläoproterozoikum bis zum Mesozoikum datieren. Sie wurden ursprünglich auf der kontinentalen Kruste des damaligen indischen Kontinentalblocks abgelagert und bilden eine autochthone Zone. Zwischen dem Eozän und dem Oligozän wurden Klippen aus dem Hohen Himalaya in die allochthone Zone verschoben. Deren Gesteinsalter liegt zwischen dem Neoproterozoikum und dem unteren Paläozoikum. Die Exhumierung und Anhebung der Gesteinspakete erfolgt seit dem mittleren Miozän. Die südliche tektonische Grenze bildet der Main Boundery Thrust zu den Siwaliks.
- Siwaliks

Lage und Verlauf der Siwaliks

Die Siwaliks bilden eine Vorgebirgskette des Niedrigen Himalayas. Sie erheben sich abrupt aus der Indus-Ganges-Brahmaputra-Ebene mit einer Höhe zwischen ca. 30 und 2000 Metern (m). Sie bestehen aus einer bis zu ca. 6000 m mächtigen Sequenz unterschiedlicher klastischer Sedimente, die als Süßwassermolasse zwischen dem mittleren Miozän und dem späten Pleistozänin Vorlandbecken, einem Vorläufer der Indus-Ganges-Brahmaputra-Ebene, transportiert wurden. Die Sedimentationen erfolgten in Form einer Reihe von fluvialen Megafächern. Die südliche tektonische Grenze bildet der Main Frontal Thrust zur Indus-Ganges-Brahmaputra-Ebene, die nördliche der Main Boundery Frontal Thrust zum Niedrigen Himalaya.

### Orogene Gürtel
Die bedeutendsten orogene Gürtel sind der Singhbhum Mobile Fold Belt, das Aravalligebirge, die Ostghats, die Westghats, das Sapturagebirge sowie das Vinhayagebirge.
- Singhbhum Mobile Fold Belt

Der Singhbhum Mobile Fold Belt (SMB) ist ein vielfach gefalteter paläoproterozoischer |orogener Gürtel im nordöstlichen Bereich des indischen Subkontinents, wo er einen ungefähr 200 Kilometer bogenförmigen langen in östlicher-westlicher-Richtung entlang der nördlichen, östlichen und westlichen Ränder des Singhbhum-Kratons mit der Iron Ore Group bildet. Er entstand infolge der Subduktion des Chotanagpur-Gneiskomplexes unter den Singhbhum-Kraton in einer Inselbogen-Konstellation. Die Singhbhum Scherzone trennt den SMB vom Singhbhum-Kraton, während die Tamar-Porapahar-Scherzone die tektonische Grenze zum nördlich liegenden Chotanagpur-Gneiskomplex bildet. Das Gesteinsspektrum besteht überwiegend aus Sedimenten und Vulkaniten. Die geologisch-tektonische Entwicklung erfolgte zwischen ca. 2800 und 1000 mya.
- Aravalligebirge

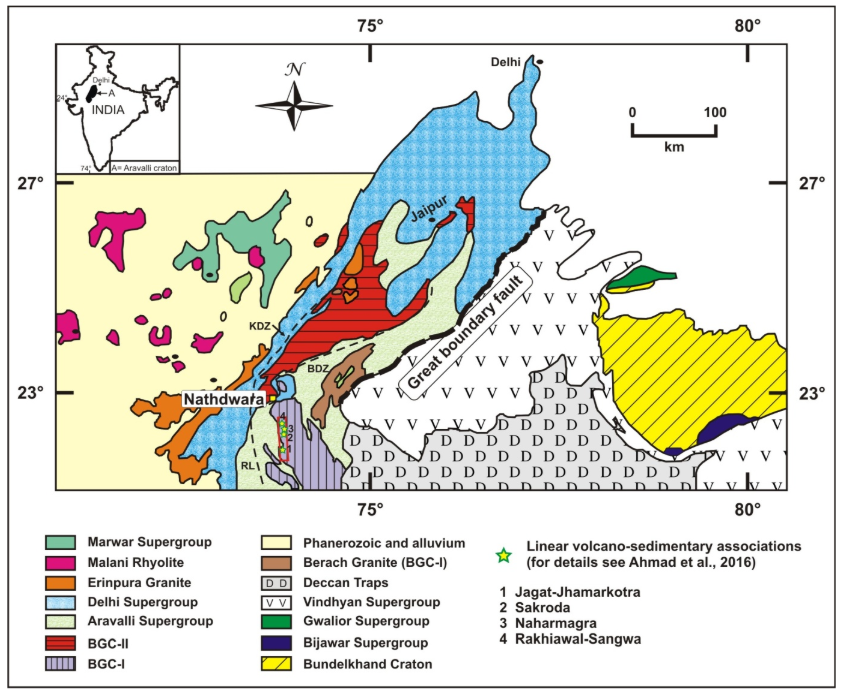
Vereinfachte geologische Karte des Aravalligebirges

Das Aravalligebirge ist ein vielfach gegliederter Gebirgszug in Nordwestindien. Es verläuft in nahezu parallelen Streifen über ca. 700 km Länge und einer Breite bis zu 150 km in Südwest-Nordost-Richtung von den Bundesstaaten Gujarat im Süden, durch ganz Rajasthan bis nach Haryana nahe Dehli im Norden erstreckt, wo er allmählich in die Gangesebene übergeht. Es bildet heute ein erodiertes Rumpfgebirge und ist eines der ältesten Faltengebirge des indischen Subkontinents. Das Grundgebirge wird gebildet vom archaischen bis paläoproterozoischen Banded Gneissic-Komplex mit ca. 3300 bis 2700 mya alten Gneisen und TTG-Komplexen. Sie wurden intrudiert durch verschiedene neoarchaische ca. 2600 bis 2500 mya alte Magmatite.
Auf dem Grundgebirge entwickelte ein System aus zwei nahezu parallele proterozoische orogene Gürtel, die zusammen als Aravalli-Delhi-Faltengürtel bezeichnet werden. Dieses entwickelten sich in Grabenbrüchen und Ozeanbodenspreizungen mit anschließenden Subduktionsprozessen und Inselbogenbildungen. Der Aravalli-Faltengürtel entstand zwischen ca. 2200 mya und 1100 mya, während sich der Delhi-Faltengürtel von 1.700 bis 1.500 mya bildete. Ersterer erstreckt sich am südöstlichen Abschnitt des Aravalligebirges, während der Delhi-Faltengürtel den nordwestlichen Abschnitt des Aravalligebirges bildet. Beide Faltengürtel bestehen überwiegend aus unterschiedlichen Calciumcarbonaten, Quarziten und Siliziklastika. Diese werden in der Aravalli Supergroup bzw. der Delhi Supergroup zusammengefasst. Zwischen 860 und 680 mya ereigneten sich am westlichen Rand des Delhi-Faltengürtels postorogene magmatische Ereignisse, wie  die Erinpura-Granite und die Malani Igneous Suite. Südöstlich und nordwestlich des Aravalligebirges bildeten sich das Vindhyan-Becken bzw. das Marwar-Becken.
- Ostghats

Die Ostghats (Eastern Ghats) bilden einen ca. 930 Kilometer orogenen Gürtel, der sich quasiparallel am östlichen Kontinentalrand des indischen Subkontinents mit dem östlich angrenzenden Golf von Bengalen erstreckt. Er beginnt im nördlichen Bundesstaat Odishas und verläuft weiter über Andhra Pradesh bis südlich der Stadt Chennai im Norden des Bundesstaates Tamil Nadus. Die Ostghats entstanden während subduktionsbedingter Akkretionsprozesse, die Groß-Indien, Ostantarktika, Australien einschlossen. Die geologische Struktur der Ostghats besteht aus hochgradig verformten und metamorph überprägten Terranen mit unterschiedlichen Gesteinsspektren und Alter. Die ältesten Gesteine werden als Grundgebirgsfragment des archaischen Bastar-Kratons interpretiert.
Die Entwicklung der Ostghats erfolgte in drei tektono-thermischen Phasen, die sich auch in der geologischen Strukturierung widerspiegeln. Von der ersten Phase traten zwischen 1700 und 1540 mya in südlichen Bereichen Krustenverdickungen auf, die aus der Kollision des Dharwar-Kratons mit dem ostantarktischen Napier-Komplex resultierten. Dieser Zeitraum fällt in die Entwicklungsphase des Superkontinents Columbia. Es folgte zwischen 1070 und 900 mya die zweite Phase, die die zentrale Bereiche mit tiefgreifenden, hochgradigen Deformationen und Metamorphosen erfasste. Vergleichbare Prozesse fanden u. a. in der ostantarktischen Rayner-Provinz, dem Napier-Komplex, den südlichen Prince Charles Mountains und dem Prydz-Bay-Gürtel statt, die Alter von 1020 bis 900 mya aufweisen. Zeitlich fallen diese in den Rahmen der Grenville-Orogenese, die mit zur Bildung Rodinias führte. Während der dritten Phase wurden die nördlichsten Bereiche zwischen 780 und 520 mya von drei Ereignissen tektono-metamorph überprägt. Erdgeschichtlich entsprechen diese Prozesse der Pan-Afrikanischen Orogenese, die ein wesentliches Ereignis zur Formierung Gondwanas darstellt.
Geomorphologisch können die Ostghats in drei Abschnitte gegliedert werden. Der nördliche Abschnitt liegt größtenteils in Odisha, wo Höhen von ca. 900 bis 1400 m auftreten. Der mittlere Abschnitt erstreckt sich bis zum Fluss Penna und besteht aus zwei parallelen Gebirgsketten mit durchschnittlichen Höhen von ca. 520 m. Das südliche Ende der Ostghats schließt mit mehreren kleineren Hügeln an die Westghat an.
- Westghats

Die Westghats (Western Ghats) bilden einen orogenen Gebirgszug, der sich über eine Länge von ca. 1500 km und einer Fläche von ca. 160.000 Quadratkilometern am westlichen Kontinentalrand des indischen Subkontinents erstreckt. Deren Verlauf beginnt südlich vom Fluss Tapti im Bundesstaat Gujarat, weiter verlaufend durch Maharashtra, Goa, Karnataka bis Kerala. Sie trennt den Dekkan mit dem Hochland von Dekkan (Deccan-Plateau) von der schmalen Konkan-Küstenebene entlang des Arabisches Meeres. Die Westghats treffen bei den Nilgiri-Berge auf die Ostghats.
Die geologisch/tektonische Entwicklung der Westghats beginnt mit dem Zerfall Gondwanas#Zerfall Ostgondwanas und der Separierung Madagaskars von Groß-Indien sowie der anschließenden Trennung Groß-Indiens von den Seychellen. Ursache war das Aufsteigen des Marion hotspot unter dem Südosten Madagaskars. Die Spreizungsphase begann um 90 mya.
Die Westghats bestehen aus einem Mosaik aus unterschiedlichen geologischen Formationen mit verschiedenen strukturellen und physikalischen Eigenschaften. Entlang der WG ist eine deutliche Veränderung der Krustendicke zu beobachten. Die Krustendicke nimmt von Süden zum Zentrum der WG hin von ~39 km auf ~45 km zu und nimmt dann nach Norden hin von ~45 km auf ~37 km ab. Die Variationen stimmen gut mit den geologischen Einheiten, den Interaktionsbereichen der Hotspots und dem daraus resultierenden Riftphänomen überein. Die Variation der Krustendicke unterhalb der WG könnte auf den Effekt des Hotspot-Aufpralls und des anschließenden Riftmechanismus zurückzuführen sein. Die Entwicklung der Plateauhebung auf Grundlage geophysikalischer und geologischer Eigenschaften zu erklären (Sinha-Roy, 2018). Dieses Modell verknüpfte seine Entwicklung mit zwei Riftphasen, nämlich der Riftung des Großraums Indien von Madagaskar vor etwa 90 Millionen Jahren aufgrund des Marion-Hotspots und von den Seychellen und dem Maskarenen-Plateau vor etwa 65 Millionen Jahren aufgrund des Réunion-Hotspots.
Die Westghats lassen sich geomorphologisch grob in drei Abschnitte unterteilen: den nördlichen Abschnitt mit einer Geländehöhen von ca. 900 bis 1500 m und einem der größten Steilhänge weltweit. den mittleren Abschnitt, der südlich von Goa beginnt und Geländehöhen von weniger als 900 m aufweist sowie den südlichen Abschnitt, wo die Geländehöhe wieder ansteigt. Hier erhebt sich auch der 2.695 m hohe Anamudi, der den höchsten Gipfel der Westghats bildet.
- Sapturagebirge

Das Satpuragebirge beginnt im Westen östlich der Stadt Bharuch im Osten des Bundesstaats Gujarat, verläuft an der Grenze zwischen Maharashtra und Madhya Pradesh entlang in den Norden von Chhattisgarh. Es erstreckt sich parallel zum Vindhyagebirge, von dem es durch den Fluss Narmada getrennt ist. Im Süden wird es durch den Fluss Tapti begrenzt, im Osten durch das Hochland vom Chhotanagpur-Gneiskomplex. Zum Satpuragebirge gehören auch die Gawilgarh- und Mahadeo-Hills sowie die Maikal-Kette im Osten. Das Satpuragebirge nimmt eine Fläche von ca. 65.000 Quadratkilometern ein. Es ist der geologische und geomorphologische Ausdruck der Central India Tectonic Zone.
Das Satpuragebirge lässt sich nachverfolgen bis vor etwa drei Milliarden Jahren. Damals bildeten die indischen Dharwar-, Singhbhum- und Bastar-Kratone den South Indian Block (SIB). Dieser  kollidierte ab ca. 2250 mya mit dem Bundelkhand-Kraton des North Indian Blocks (NIB), wodurch das Sapturagebirge gebildet wurde. Es weist mindestens drei Episoden proterozoischer Orogenesen auf, die sich vor etwa 2100 bis 1900 mya, um etwa 1850 mya und um etwa 1650 mya ereigneten. Diese Zeiträume können können dem Superkontinent Columbia zugeordnet werden. Damit verbunden war die Entwicklung von Beckenöffnungen und -schließungen. Um ca. 950 mya wurde das Satpuragebirge während der Grenville-Orogenese tektonisch und geomorphologisch überprägt. Diese Prozesse fallen in die Bildungsphase von Rodinia.
- Vindhyagebirge

Das Vindhyagebirge bildet einen bis zu 850 m hohen Gebirgszug, der sich über rund 1000 km in westöstlicher Richtung vom äußersten Osten des Bundesstaates Gujarat bis in den Südosten Uttar Pradesh entlang des Flusses Narmada erstreckt. Es verläuft quasiparallel zum Satpuragebirge. Im geologischen Sinn bildet es kein einzelnes Gebirge, sondern eine komplexe, unterbrochene Kette von Gebirgskämmen, Hügelketten und steilen Hochebenen.
Heute bezieht sich der Begriff hauptsächlich auf den Steilhang und seine hügeligen Ausläufer, die nördlich und ungefähr parallel zum Fluss Narmada in Madhya Pradesh verlaufen. Je nach Definition reicht das Gebirge bis nach Gujarat im Westen, Uttar Pradesh und Bihar im Norden und Chhattisgarh im Osten.
Die Berge bilden den südlichen Rand des Malwa-Plateaus und teilen sich dann in zwei Arme: das Kaimur-Berge, das nördlich des Flusses Son in den westlichen Bundesstaat Bihar verläuft, und der südliche Arm, der zwischen den Oberläufen der Flüsse Son und Narmada verläuft und im Maikala-Gebirge, oder Amarkantak-Plateau, auf das Satpuragebirge trifft.

## Magmatische Großprovinz

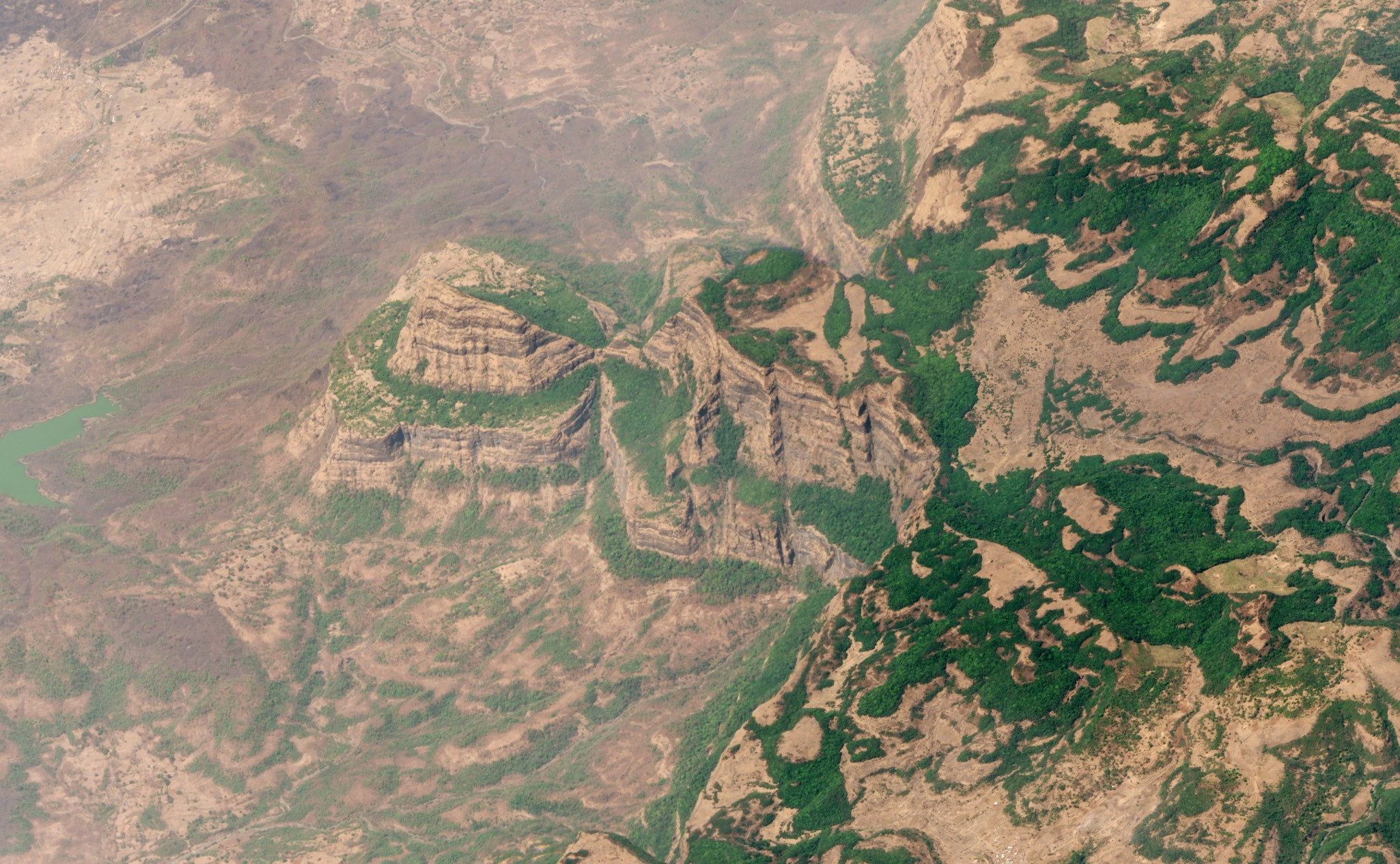
SkySat-Satellitenaufnahme vom Deccan-Trapp im Bundesstaat Maharashtra

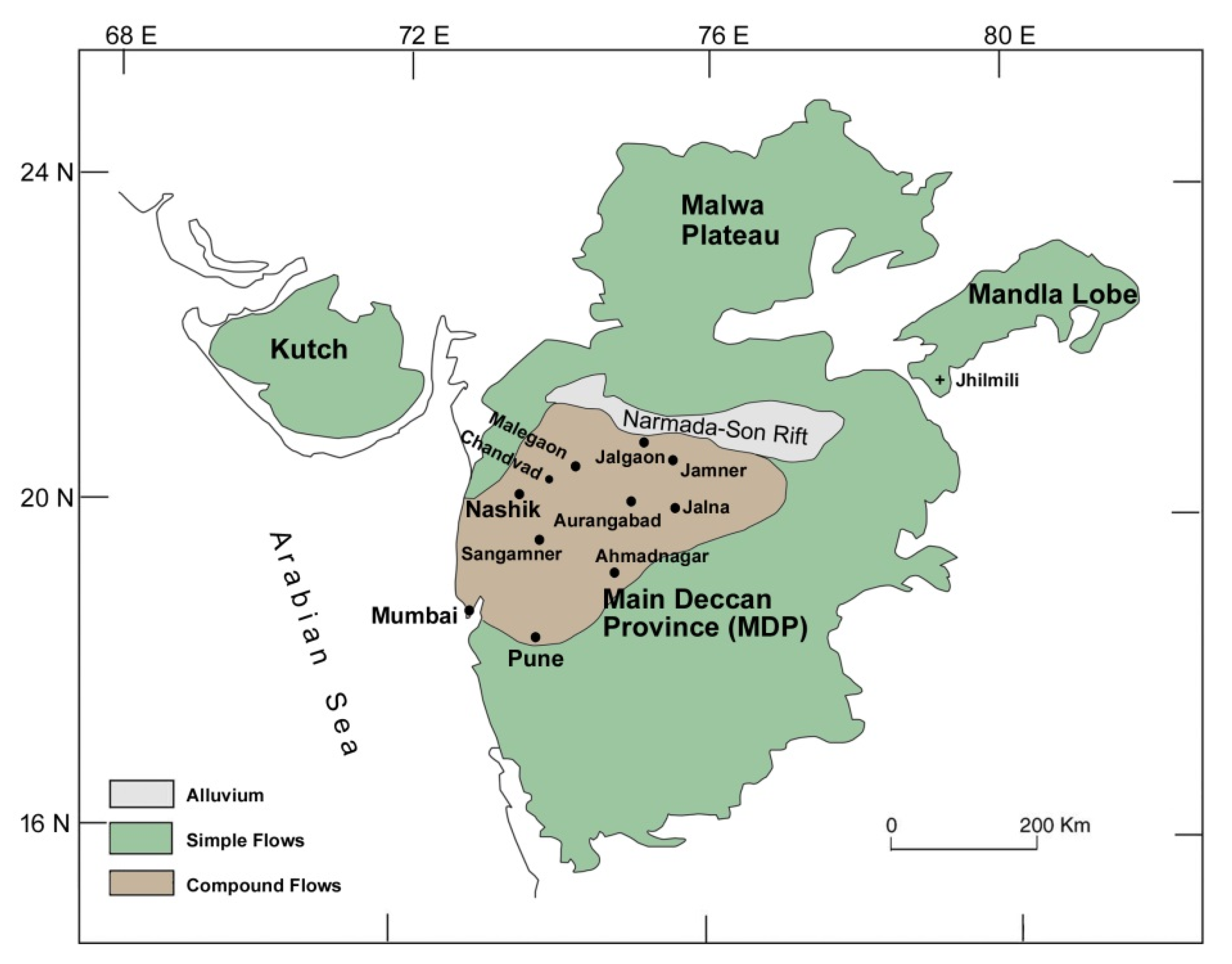
Beschriftete vereinfachte Karte der Dekkan-Trapps-Provinzen

Der Dekkan-Trapp bildet in westlich-zentralen Bereichen des |indischen Subkontinents eine der größten kontinentalen magmatischen Großprovinzen weltweit. Er besteht aus vielen Bänken von erstarrtem Flutbasalten, die die namengebenden treppenartige Strukturen bilden. Regional sind sie bis zu  ca. 2.000 Meter mächtig und bedecken eine Fläche von etwa 500.000 Quadratkilometern mit einem Volumen von etwa 1.000.000 Kubikkilometern.
Die Entstehung des Dekkan-Trapps wird mit dem Zerfall Ostgondwanas und der Kontinentaldrift von Groß-Indien mit Überquerung des Réunion-[[Hotspot (Geologie)<Hotspots]] in Verbindung gebracht. Die magmatischen Ausbrüche ereigneten sich diskontinuierlich zwischen etwa 69 und 62 mya und erstreckten sich über die Grenze zwischen dem Ende der Kreide und dem Anfang des Paläozäns.
Die Magmenentwicklung des Dekkan-Trapps resultiert aus einem asthenosphärischen Mantelplume, der Ströme aus heißem, aufsteigenden Material aus dem Erdmantel mit einer typischen pilzförmigen Struktur und einem großen Plume-Kopf bildet, von dem ein abzweigender enger Plume-Schlauch abzweigt. Dieser erzeugt eine  Kette von Hotspot-Tracks mit ansteigendem Alter, indem die tektonische Platte über den relativ stationären Plume wandert. Dieser Plume-Schlauch wird dem Réunion-Hotspot zugeordnet. Das Gesteinsspektrum besteht überwiegend aus tholeiitischen Basalten. Zwischen die einzelnen Trapps sind sedimentäre Zwischenlagen eingeschaltet, die während der Ruhephasen der Lavaströme aus Verwitterungen, Erosionen entstanden.
Der Dekkan-Trapp breitete sich in südwestlichen, nordwestlichen und zentralwestlichen Bereichen sowie am westlichen Kontinentalrand aus. wo sie bilden sie die Dekkan-Trapp-Provinzen bilden. Diese umfassen dieDekkan-Hauptprovinz bzw. das Hochland von Dekkan, das Malwa-Plateau, das Mandla-Lobe-Plateau und die Provinzen auf den Halbinseln Kathiawar und Kachchh (Kutch). Die Dekkan-Hauptprovinz bildet das größte und südlichste Ausbreitungsgebiet, während das Malwa-Plateau die nördliche  Ausbreitungzone der Dekkan-Hauptprovinz darstellt. Das Mandla-Lobe-Plateau befindet sich im Osten, die Kathiawar- und Kachchh-Provinzen entstanden im Nordwesten.
Da der Magmatismus des Dekkan-Trapps etwa zeitäquivalent mit dem Einschlag eines Asteroids nahe der heutigen mexikanischen Yucatán-Halbinsel um ca. 66 mya erfolgte, wird das Aussterben der Dinosaurier auch mit Bildung des Dekkan-Trapps in Verbindung gebracht. Eindeutige Nachweise wurden jedoch nicht erbracht. Siehe auch Kreide-Paläogen-Grenze.

## Sedimentbecken und Sedimente
Auf den indischen Subkontinent bildeten sich mehrere große Sedimentbecken zwischen oder innerhalb von Kratonen unterschiedlicher Lage und Größe. Es sind vor allem das Vindhyan Becken, das Marwar-Becken, das Cuddapah Becken und das Chhattisgarh Becken. In ihnen lagerten sich verschiedenartige mächtige Sedimente ab. Das Alter dieser Becken reicht vom Neoarchaikum bis zum Neoproterozoikum. Eine Besonderheit bildet die Gondwana-Supergroup, die weitverbreitet vorkommt.
- Vindhyan-Becken

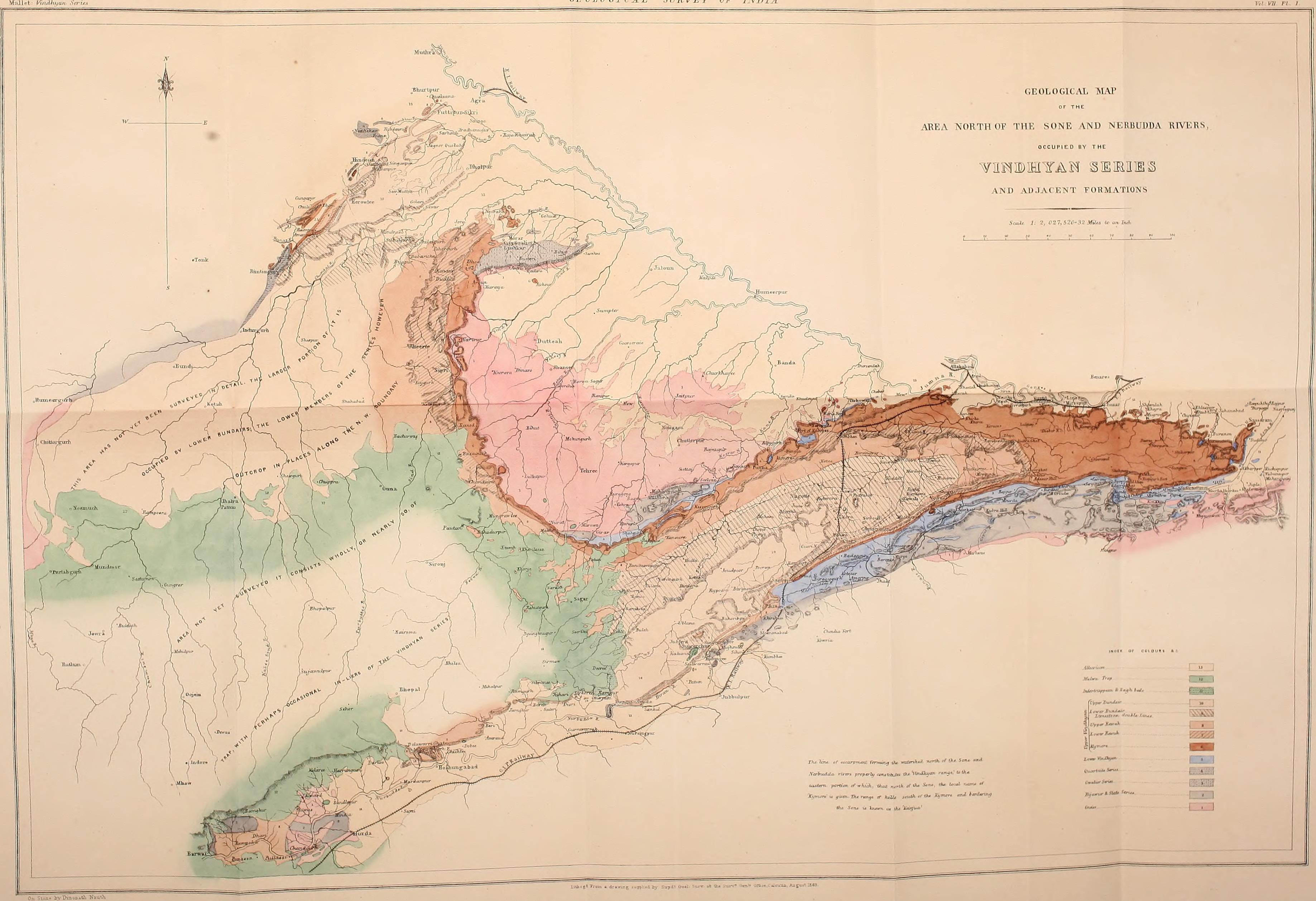
Geologische Karte von 1871 der Vindhya-Supergruppe

Das Vindhyan-Becken ist ein proterozoisches Sedimentbecken südöstlich vom Aravalligebirge. Es nimmt eine Gesamtfläche von etwa 162.000 Quadratkilometern ein, von denen ca. 80.000 Quadratkilometer von anderen Schichten überlagert sind. Es erstreckt sich vom Bundesstaat Bihar im Osten über Chhattisgarh, Madhya Pradesh und Uttar Pradesh nach Rajasthan im Westen. Der südliche Rand des Beckens wird durch das ONO-WSW verlaufende Narmada-Son-Lineament unmittelbar nördlich des Satpuragebirges begrenzt, Das Becken bildet eine breite Synklinale, die aus einem Grabenbruchsystem entstand. In diesem ereigneten sich Transgressions- und Regressionphasen eines Meeres.
In diesem Becken entwickelte sich die bis zu ca. 4500 m mächtige sedimentäre Abfolge der Vindhaya-Supergruppe. Diese überlagert diskordant den Banded Gneissic-Komplex und den Bundelkhand-Kraton. Sie wird ihrerseits an ihrem Südrand von der Gondwana-Supergruppe und Sedimenten vom Dekkan-Trapp überdeckt. Ihr Nordrand wird von Alluvium der Ganges-Ebene verhüllt. In der Vindhaya-Supergruppe kamen zwischen ca. 1800 und 600 mya in wechselnder Schichtungsfolge überwiegend Sandsteine, Schiefertone, Porzellanite, Kalksteine, Dolomite und Phosphorite sowie geringfügig Konglomerate zur Ablagerung. In ihnen sind reichhaltige Fossilien erhalten.
- Marwar-Becken

Das Marwar-Becken, auch als Nagaur-Ganganagar- oder Nagaur-Bikaner-Becken bezeichnet, ist ein ca. 100.000 Quadratkilometer großes Sedimentbecken, welches sich nordwestlich des Dehli-Faltengürtels im Bundesstaat Rajasthan und südlich von der Stadt Nagaur im Osten bis nördlich dem Ort Pokaran im Westen erstreckt. Ein großer Teil des Beckens, vor allem im Norden und in der Mitte, ist unter den Ablagerungen der Wüste Thar begraben.
Die Ablagerungen bilden die Marwar-Supergruppe, welche diskordant auf der Malani Igneous Suite des Aravalligebirges basiert. Die Sedimentsequenz hat eine geschätzte Mächtigkeit von bis zu 2000 m. Sie besteht überwiegend aus Sandsteinen, Areniten, Tonen, Kalksteinen, Dolomiten und Evaporiten sowie geringfügigen Vulkaniten. Sie lagern flach und sind nur gering deformiert und nicht metamorphosiert. In den Sedimenten sind vielfältige Fossilien erhalten, Das Alter der Sedimentsequzenz datiert zwischen dem Ediacarium um ca. 750 und dem frühen Kambrium von ca. 570 bis 521 mya. Diese Zeiträume werden dem beginnenden Zerfall des Superkontinents Rodinia und der Formierung von Gondwana zugeordnet.
- Cuddapah-Becken

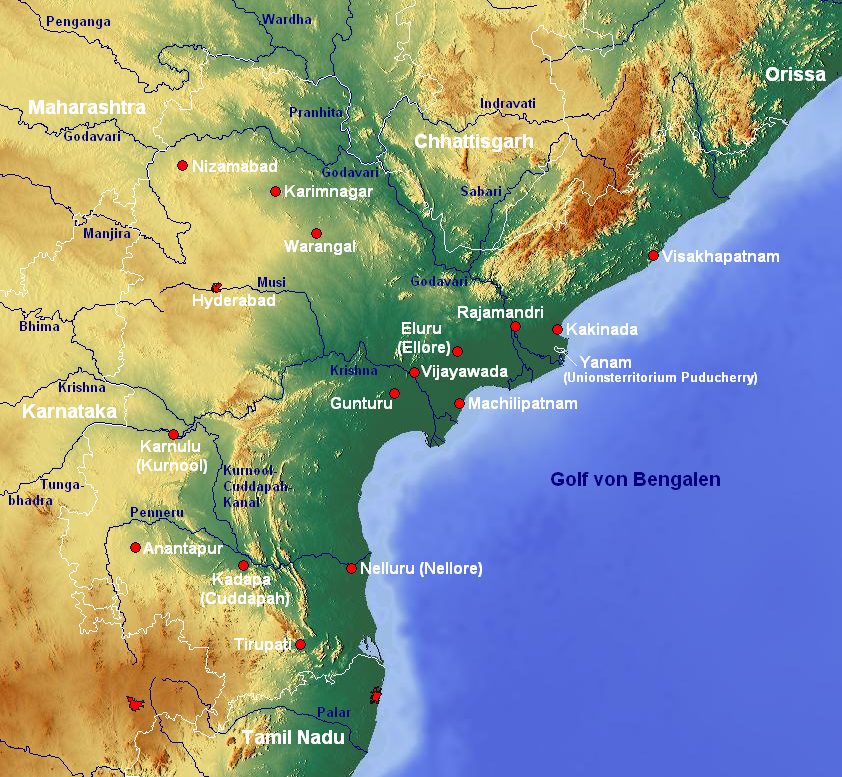
Topographische Karte von Andhra Pradesh mit dem bogenförmigen Cuddapah-Becken

Das Cuddapah-Becken ist ein halbmondförmiges proterozoisches Becken mit einer Fläche von ca. 44.000 Quadratkilometer, welches sich Teile des indischen Bundesstaates Andhra Pradesh erstreckt. Es entwickelte sich auf dem archaischen Grundgebirge des östlichen Dharwar-Kratons und wird im Osten von den Ostghats und ansonsten vom Dharwar-Kraton begrenzt.
Das Becken wird unterteilt vier Subbecken, in denen die darin entstandenen Ablagerungen der Cuddapah-Supergruppe und der Kurnool-Gruppe zugeordnet werden. Die Cuddapah-Supergruppe ist entsprechen der vier Subbecken in vier Gruppen unterteilt, die durch Diskordanzen getrennt sind. Sie besteht hauptsächlich aus mehreren sich wiederholenden ähnlichen Abfolgen. Diese beginnen mit basalen Quarziten und polymiktischen Konglomeraten, die überlagert werden von verschieden artigen Calciumkarbonaten, basischen bis sauren Vulkaniten, Tuffe, Dykes und ultramafischen Sills sowie Cherts. Die oberste Gruppe bildet der Nallamalai-Faltgürtel bzw. die Nallamalai-Überschiebung im östlichen Teil des Beckens. Er beherbergt eine dicke, flachmarine, stark deformierte Abfolge (die Nallamalai-Gruppe). Das Alter dieser Supergruppe datiert zwischen ca. 2000 bis 1350 mya. Überlagert wird die Supergruppe diskordant von der Kurnool-Gruppe, die eine ähnliche Lithostratigraphie, jedoch ohne Magmatite aufweist. Diese Gruppe weist eine Schichtlücke von ca. 500 mya zu der Supergruppe auf. Das Alter der Ablagerungen wird zwischen ca. 980 und 500 mya angegeben. Das Ablagerungsmilieu begann in tieferen Beckenbereichen am südlichen Rand zu den Ostghats auf einem Schelf und setzte sich am Übergang zum östlichen Dharwar-Kraton auf ufernahe Zonen fort. In den Sedimenten kommen vielfältige Stromatolithe und Mikrofossliem vor.
- Chhattisgarh-Becken

Das Chhattisgarh-Becken mit einer Fläche von etwa 36.000 km² befindet sich im namengebenden indischen Bundesstaat Chhattisgarh am nördlichen Rand des Bastar-Kratons. Es wird im Westen durch das Kotri-Dongargarh-Orogen, im Norden durch das Satpuragebirge, im Nordosten durch den Mahanadi-Graben und im Südosten grenzt das Becken an den Sonakhan-Grünsteingürtel.
Das Becken basiert auf dem Grundgebirge des Bastar-Kratons und enthält etwa 2500 m mächtige Sedimente, die lithostratigraphisch die Chhattisgarh-Supergruppe bilden. Diese ist wiederum in Gruppen unterteilt. Die unterste Singhora-Gruppe besteht hauptsächlich aus basalen polymiktischen Konglomeraten, feldspathaltigen Arkosen und Areniten. Überlagert werden diese in Wechsellagerungen mit unterschiedlichen undeformierten Schiefern (Shales), Schluffen, Kalksteinen, Dolomitgesteinen sowie Cherts Vereinzelt kommen rhyolitische Tuffe vor. Die folgende Chandrapur-Gruppe und die Raipur-Gruppe sowie die oberste Kharsiya-Gruppe sind petrographisch ähnlich aufgebaut, wobei in der Chandrapur-Gruppe vereinzelt auch magmatische Intrusionen aus Tholeiiten mit basaltischer bis andesitischer Affinität sowie Tuffe und Ignimbrite sowie stromatolithische Dolomite enthalten sind. In den Sedimenten sind vielfältige Stromatolithen, Cyanobakterien (flamen-töse und kokkoide, rundliche Prokaryoten) und Acritarcha, kohlenstoffhaltige Metaphyten (mehrzellige Pflanzen), die mit eukaryotischen Algen verwandt sind. In östlichen Beckenbereichen erfolgten die Sedimenatationen durch ﬂuviale Systeme, während in westlichen Zonen die Ablagerungen in gezeitenabhängigen, sturmbelasteten Schelf- und Schwemmlandumgebung erfolgte. Anhand der Tuffe wurden die sedimentären Ablagerungen im Becken zwischen ca. 1500 und 910 mya datiert.
- Indus-Ganges-Brahmaputra-Ebene

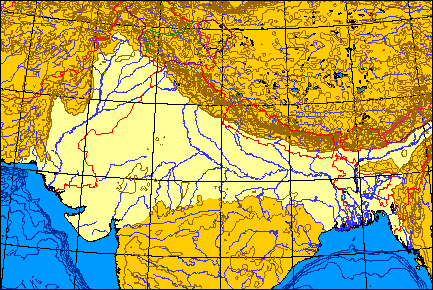
Karte der Indus-Gangesa-Brahmaputra-Ebene
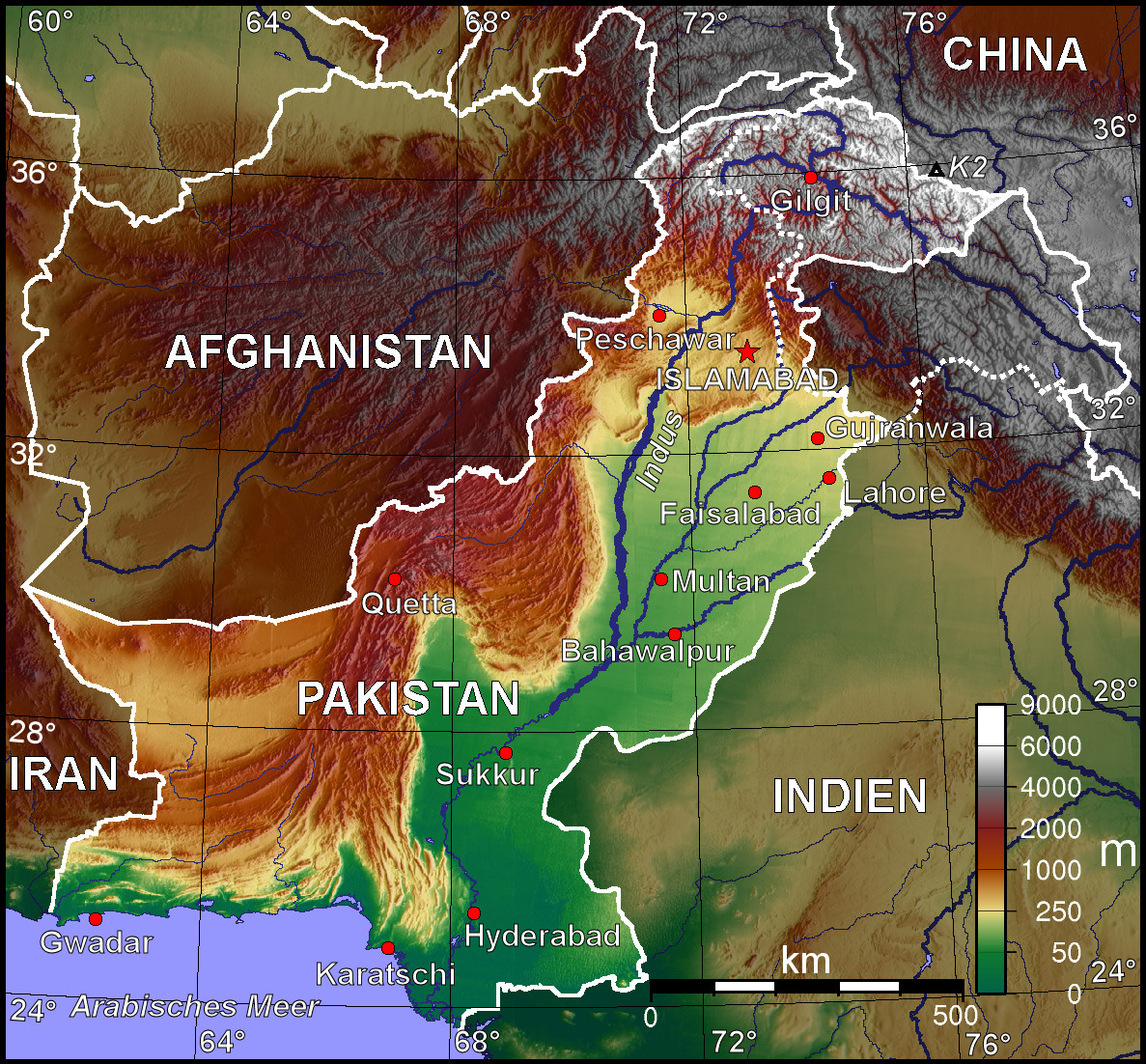
Topografische Karte Pakistans mit der Indus-Ebene
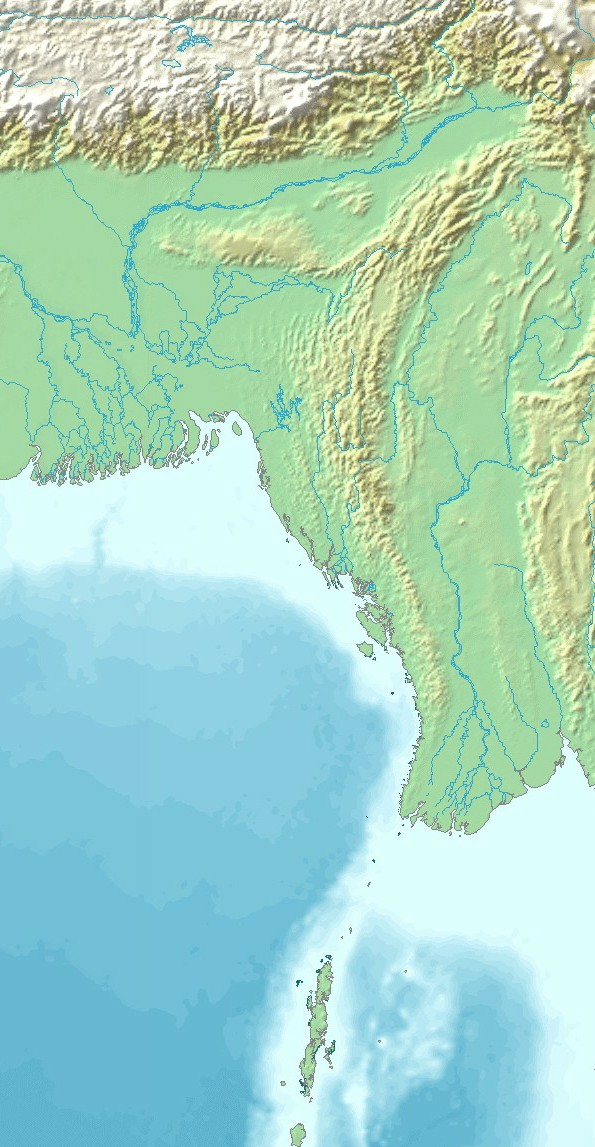
Lage der Indo-Burman Ranges
Karte der Sundarbans

Die Indus-Ganges-Brahmaputra-Ebene (Indus-Ganga-Brahmaputra Plains oder Indo-Gangetic Plain) ist eine ca. 700.000 Quadratkilometer eine große Schwemmebene, in die der Indus (Indo), der Ganges (Ganga) und der Brahmaputra abfließen.  Im Westen grenzt sie an das pakistanische Hochland, im Osten an die Indo-Burman Ranges von Myanmar und im Südosten geht sie in die Sundarbans im Golf von Bengalen über. Die südliche Begrenzung bilden das Vindhyagebirge, der Bundelkhand-Kraton und der Chotanagpur-Gneiskomplex, die nördliche Siwaliks. Diesen bilden auch das Grundgebirge.
Diese Ebene wird in drei Becken aufgeteilt. Im Westen liegt das Indus-Becken, im zentralen Bereich bildete sich das Ganges-Becken und östlich davon das Brahmaputra-Becken. Sie entstanden als tektonisch verursachte Depressionen während der Kollision der indischen mit der eurasischen Platte. In ihr bildete sich ein mit Alluvialboden gefülltes Vorlandbeckensystem aus. Darin haben sich im Laufe des Tertiärs mehrere Kilometer mächtige Sedimentablagerungen angesammelt, die hauptsächlich aus verschiedenen Konglomeraten, Geröllen, Kieselsteinen, Schottern, Felsblöcken und groben Sanden bestehen. Diese sind Erosionsprodukte des Himalayas. Die Mächtigkeit der überwiegend flachen Ablagerungen variiert stark, wobei sie bis zu etwa 7000 m betragen kann. Die höchsten Erhebungen betragen ca. 200 m.
- Gondwana-Supergruppe

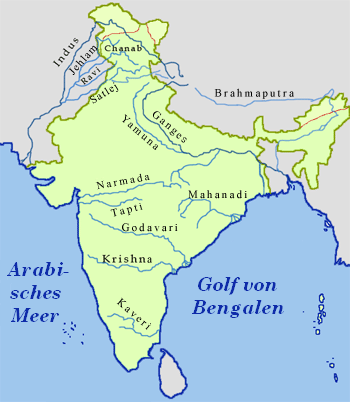
Karte des indischen Subkontinents mit den wichtigsten Flüssen

Die Gondwana-Supergruppe bildet bis zu fünf Kilometer mächtige sedimentäre Ablagerungen, die über 200 Millionen Jahre vom oberen Karbon bis zur Unterkreide entstanden. Dieser Zeitraum fällt in die Existenz von Gondwana noch vor der Trennung des indischen Kontinentalblocks. Die Sedimente setzten sich ab in Sedimentbecken entlang von großen Flusstäler, wie die vom Damodar. Son, Mahanadi sowie Godavari. Die oberkreidezeitlichen Sedimentschichten vom Dekan-Trapp nicht in die Gondwana-Supergruppe aufgenommen, da sie definitionsgemäß nach der Separierung Groß-Indiens entstanden.
Die Gondwana Supergruppe wird unterteilt in permokarbonische Untere Gondwana-Gruppe und die mesozoische Obere Gondwana-Gruppe. Diese sind jeweils strukturiert in mehrere Formationen. Die Sedimente bestehen hauptsächlich aus verschiedenartigen Sandsteinen, undeformierten Schiefern, Tonen, Konglomeraten, grobkörnigen kieseligen Lagen und Kohlehorizonte. Letztere kommen nur in der unteren Gruppe zwischen dem unteren und oberen Perm vor und entwickelten sich zu Kohleflöze. Diese Kohlevorkommen beinhalten mehr als 90 % der Gesamtressourcen von Indien. Die Sedimente setzten sich hauptsächlich in einem fluviatien und lakustinen Ablagerungsmilieu ab. Regional traten auch marine Vorstöße auf. An der Basis und in den Zwischenlagen entstanden glaziale Ablagerungen.

## Wüste

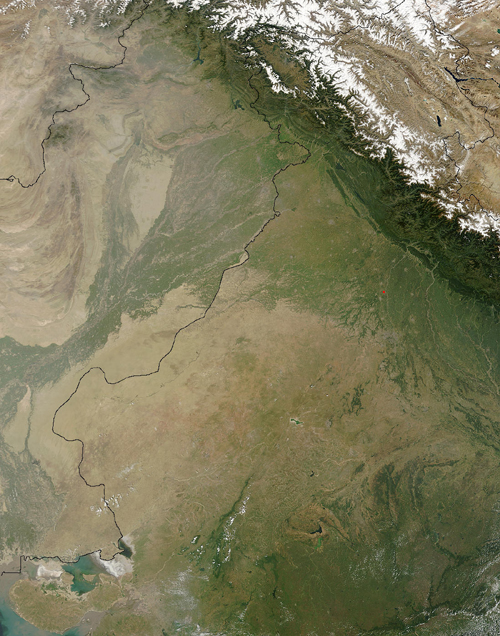
Satellitenaufnahme der Thar mit der eingezeichneten Grenze Pakistan-Indien
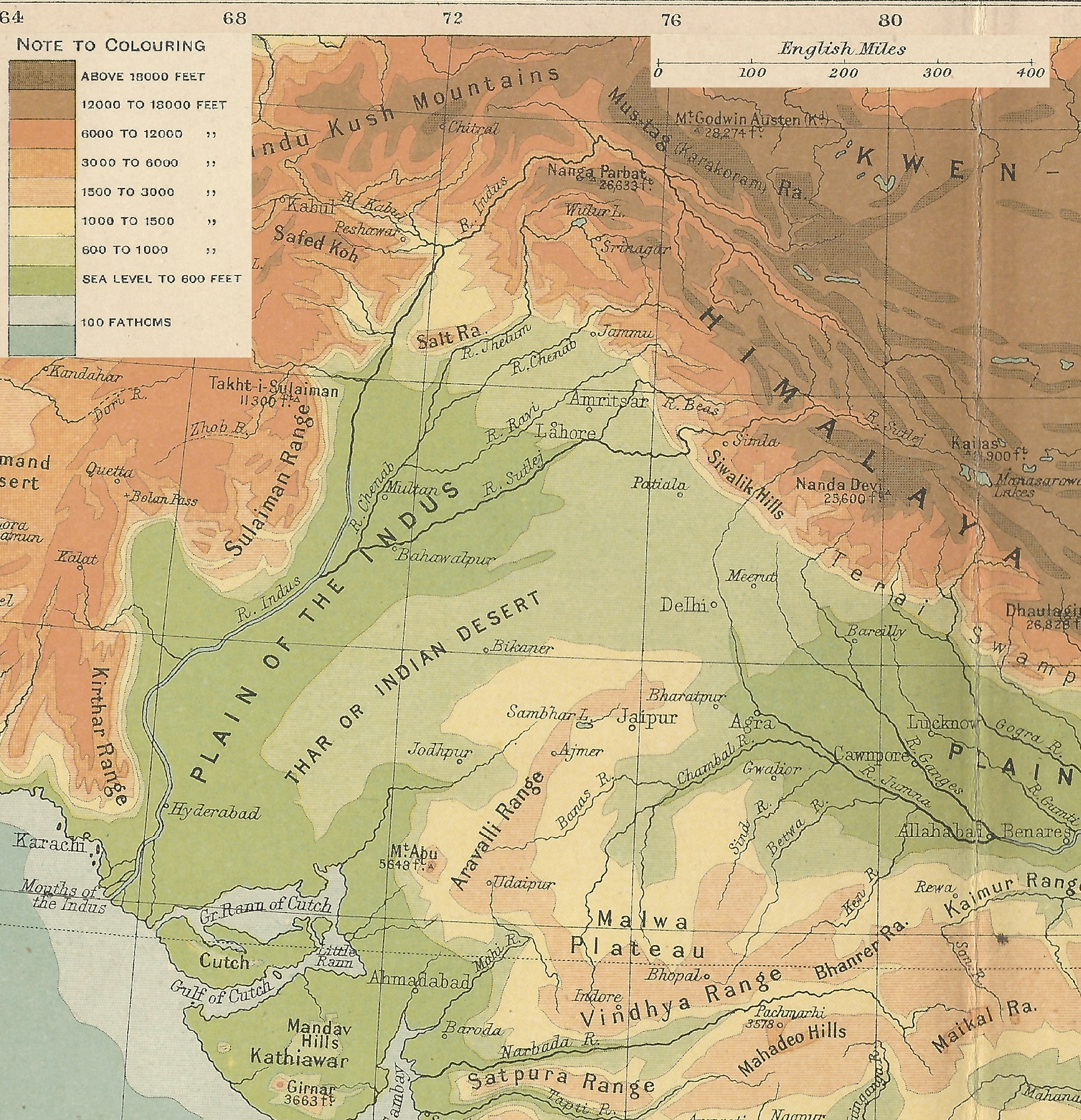
Lage der Thar im Nordosten des indischen Subkontinents
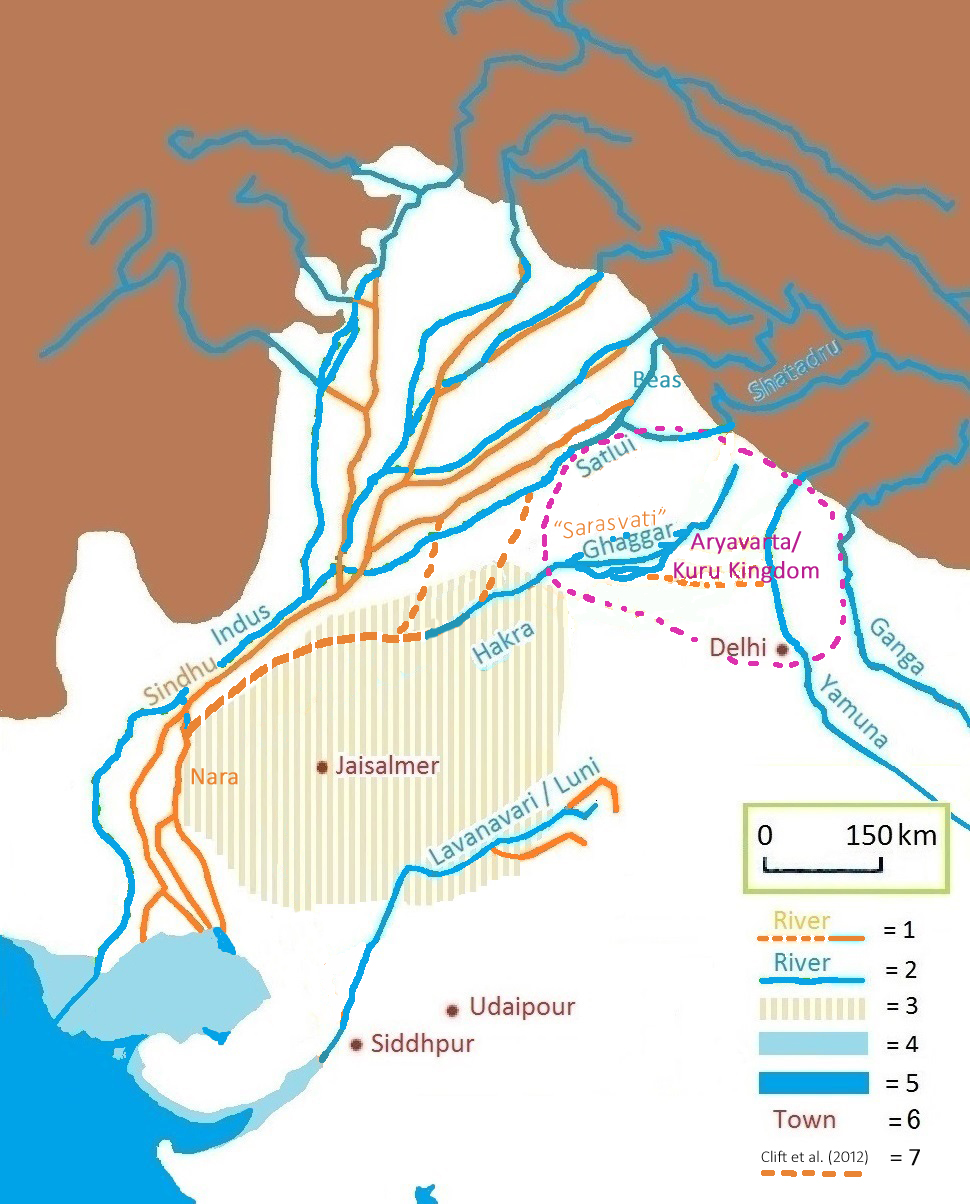
Verlauf von ursprünglichen und heutigen Flüsse in Bezug auf die Thar

Die Thar oder Große Indische Wüste ist ein Wüsten- und Halbwüstengebiet. Sie erstreckt sich mit einer Fläche von ca. 273.000 Quadratkilometer zu etwa zwei Dritteln im indischen Bundesstaat Rajasthan und zu ca. einem Drittel in Pakistan, wo die Cholistan-Wüste einen Teil der Thar bildet. Die Wüste grenzt im Westen und Norden an das Indus-Flusssystem, im Osten an das Aravalligebirge, im Süden an den Rann von Kachchh-Salzsumpf.
Die Thar entwickelte sich vermutlich zwischen ca. 10.000 bis 8000 mya bedingt durch die Austrocknung des Ghaggar-Stromes. Dieser führt heute nur noch periodisch während des Monsuns Wasser und versandet im Nordosten der Thar. Inmitten der Cholistan liegt das ausgetrocknete Flussbett des Hakra, die Fortsetzung des Ghaggar in Pakistan. Der Verlauf des ursprünglichen Sarasvati stimmte wahrscheinlich dem heutigen Ghaggar überein. Auch könnten einst der Satluj und der Yamuna zum Ghaggar geflossen sein. Tektonische Aktivitäten verschoben den Satluj in den Westen und den Yamuna nach Osten, wodurch der Ghaggar austrocknete.
Die Thar ist überwiegend eine Sandwüste mit typischen, verschieden artigen Dünen. Vereinzelt kommen Felsen und Salzpfannen bzw. Salzseen vor. Zu diesen gehören der Sambhar Salt Lake, der Didwana Salt Lake, der Pachpadra Lake und die Salzseen bei Phalodi in Rajasthan und Kharaghoda im Bundesstaat Gujarat. Diese Seen werden gespeist durch Regenwasser während des Monsuns, welches während der Trockenzeit wieder verdunstet. Die Salze stammen aus der Verwitterung von Gesteinen in der Region. Der Luni ist der einzige Fluss in der Thar.